# Opel Kadett E
Der Opel Kadett E ist ein Fahrzeugtyp der Kompaktklasse der Adam Opel AG, der von August 1984 bis Mai 1993 als Nachfolger des Kadett D hergestellt wurde, mit dem er sich die GM-T Plattform (1979) teilte. Er war das fünfte Modell der seit Mitte 1962 produzierten Reihe Opel Kadett/Astra. In Großbritannien wurde diese Generation wie schon der Vorgänger als Vauxhall Astra vermarktet. In knapp neun Jahren liefen insgesamt 3.779.286 Exemplare vom Band.

## Modellgeschichte

### Allgemeines
Die Entwicklung des Kadett E startete Ende der 1970er Jahre, federführend beim Design war Gert Hildebrand, der seit 1980 bei Opel tätig war. Bereits 1981 wurde auf dem Genfer Autosalon die Konzeptstudie „Opel Tech 1“ vorgestellt, ein mobiles Versuchslabor, das verschiedene aerodynamische Lösungen testete. Mit einem Luftwiderstandsbeiwert (Cx) von nur 0,235 lieferte sie zahlreiche stilistische und aerodynamische Elemente, die später in Serienmodellen wie dem Opel Omega A und Kadett E übernommen wurden. Das endgültige Projekt wurde unter Rückgriff auf viele technische Komponenten des Kadett D umgesetzt. Die aerodynamische Gestaltung wurde gemeinsam vom Opel-Designzentrum und General Motors entwickelt, wobei insgesamt 1200 Stunden im Windkanal getestet wurde.
Zum Verkaufsbeginn im August 1984 gab es die drei- oder fünftürigen Schrägheckversionen sowie den ebenfalls drei- oder fünftürigen Kombi Caravan. Dieser wurde mit drei Türen auch als Lieferwagen ohne hintere Seitenfenster angeboten. Die Serienproduktion startete kurz vor der Weltpremiere auf dem Pariser Autosalon 1984 im Werk Bochum. Der Kadett wurde mit Ottomotoren von 1,2 bis 2,0 Liter Hubraum und einer Leistung von 40 bis 115 kW (54 bis 156 PS) sowie Dieselmotoren mit 1,5 bis 1,7 Liter Hubraum und einer Leistung von 40 bis 60 kW (54 bis 82 PS) angeboten.
Im September 1985 folgte die Stufenheckvariante, die von Opel „Formheck“ genannt wurde. Diese hatte vier Türen. Der Kadett E diente auch als Basis für den von Januar 1986 bis Juli 1994 produzierten Kastenwagen mit der Modellbezeichnung Combo. Während der Lieferwagen die Form des Caravan hat, ist der Combo mit höherem Dach, längerem Radstand, Blattfederhinterachse und Hecktüren ein buchstäblicher „Kastenwagen“. Im Mai 1987 wurde als letzte Ausführung das Cabriolet auf den Markt gebracht, das von Opel entworfen und von Bertone gebaut wurde. Wegen seiner im Windkanal getesteten stromlinienförmigen Karosserie erhielt er bald den Spitznamen „Windei“.
Der Kadett E war der letzte Kompaktwagen von Opel in Deutschland mit dem traditionsreichen Namen Kadett. Das Nachfolgemodell erhielt den Namen Astra (Astra F), während Vauxhall den Kadett in Großbritannien bereits unter diesem Namen verkaufte. In Südafrika wurde der Astra F weiter unter dem Namen Opel Kadett F vertrieben.

### Design
Das aufwendige Design und die aerodynamische Optimierung durch die Designer von Opel und General Motors führten zu einem Luftwiderstandsbeiwert von nur 0,32. Dies wurde durch abgerundete Kanten der Karosserie erreicht. Die zweivolumigen Schrägheckmodelle erhielten durch eine keilförmige Silhouette mit nach vorne geneigter Gürtellinie ein modernes und dynamisches Erscheinungsbild. Der Frontbereich war glatt gestaltet und verfügte über einen schmalen Kühlergrill, der nur bis zur halben Höhe der trapezförmigen, abgerundeten Scheinwerfer reichte.
Eine zusätzliche Lufteinlassöffnung im vorderen Stoßfänger ergänzte die Luftzufuhr. Die Motorhaube ging fließend in die Front und die Scheinwerfer über, wobei viele Elemente von der Tech-1-Konzeptstudie übernommen und angepasst wurden. Die Kotflügel, insbesondere die leicht verkleideten hinteren, orientierten sich ebenfalls an der Studie. Die hohe, abgeschnittene Heckpartie wurde durch ein großes Heckfenster optisch aufgelockert, die bei sportlicheren Varianten durch einen Spoiler am unteren Rand betont wurde. Vertikale Rückleuchten rundeten das Heckdesign ab.
Das Innere des Kadett E setzte die gute Raumqualität der Vorgängergeneration fort. Der Fahrerplatz war mit einem Zwei- oder Dreispeichenlenkrad ausgestattet, die Armaturen und Instrumente zeigten eckige Linien, die einen Kontrast zu den weichen Außenkonturen bildeten. Je nach Ausstattung gab es ein oder zwei Hauptinstrumente im Cockpit, ergänzt durch weitere Anzeigen und Kontrollleuchten. Die Sitze hatten Kopfstützen und eine leichte Profilierung, die auch bei Basismodellen einen sportlichen Eindruck vermittelte.

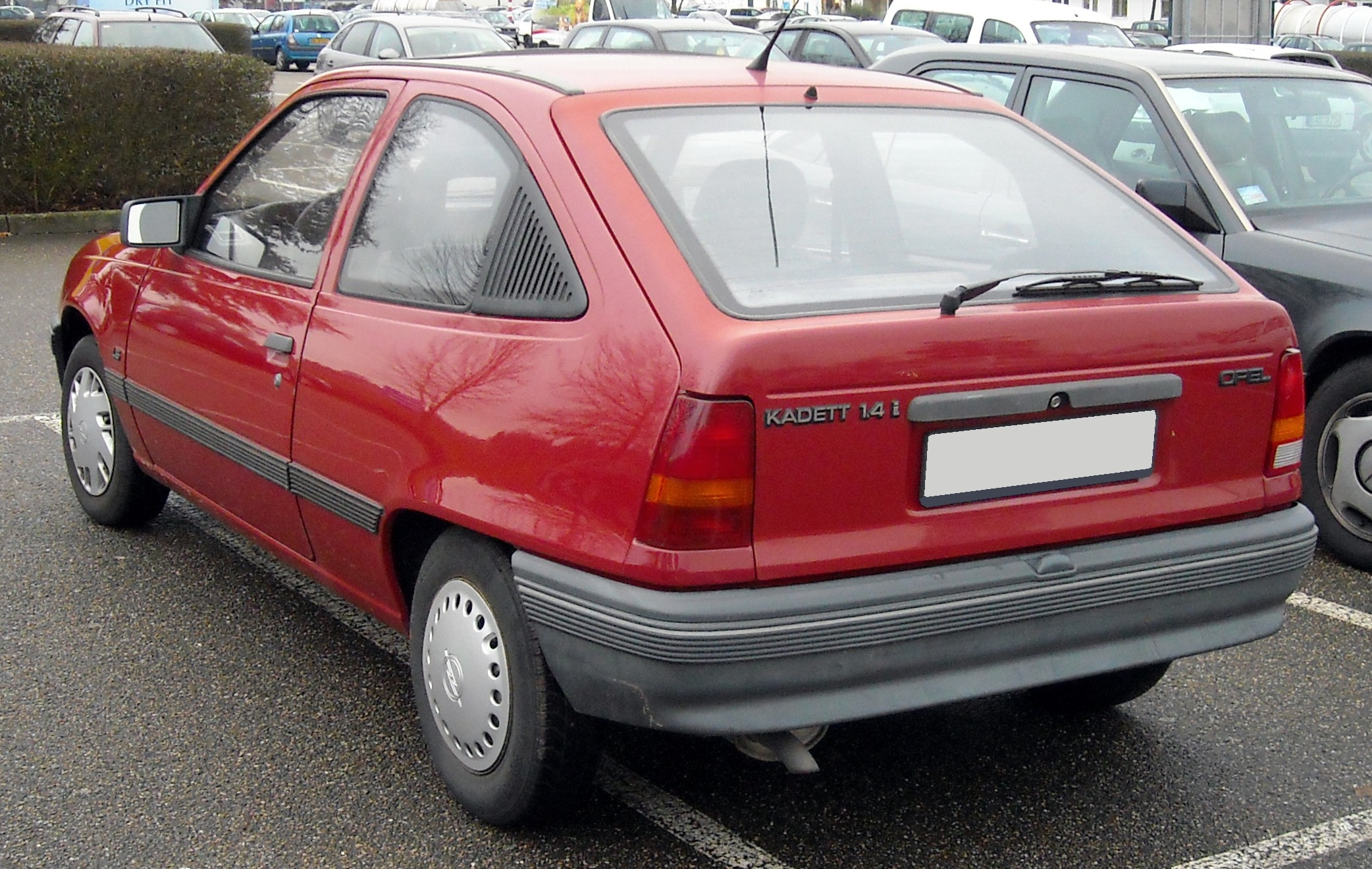
Heckansicht
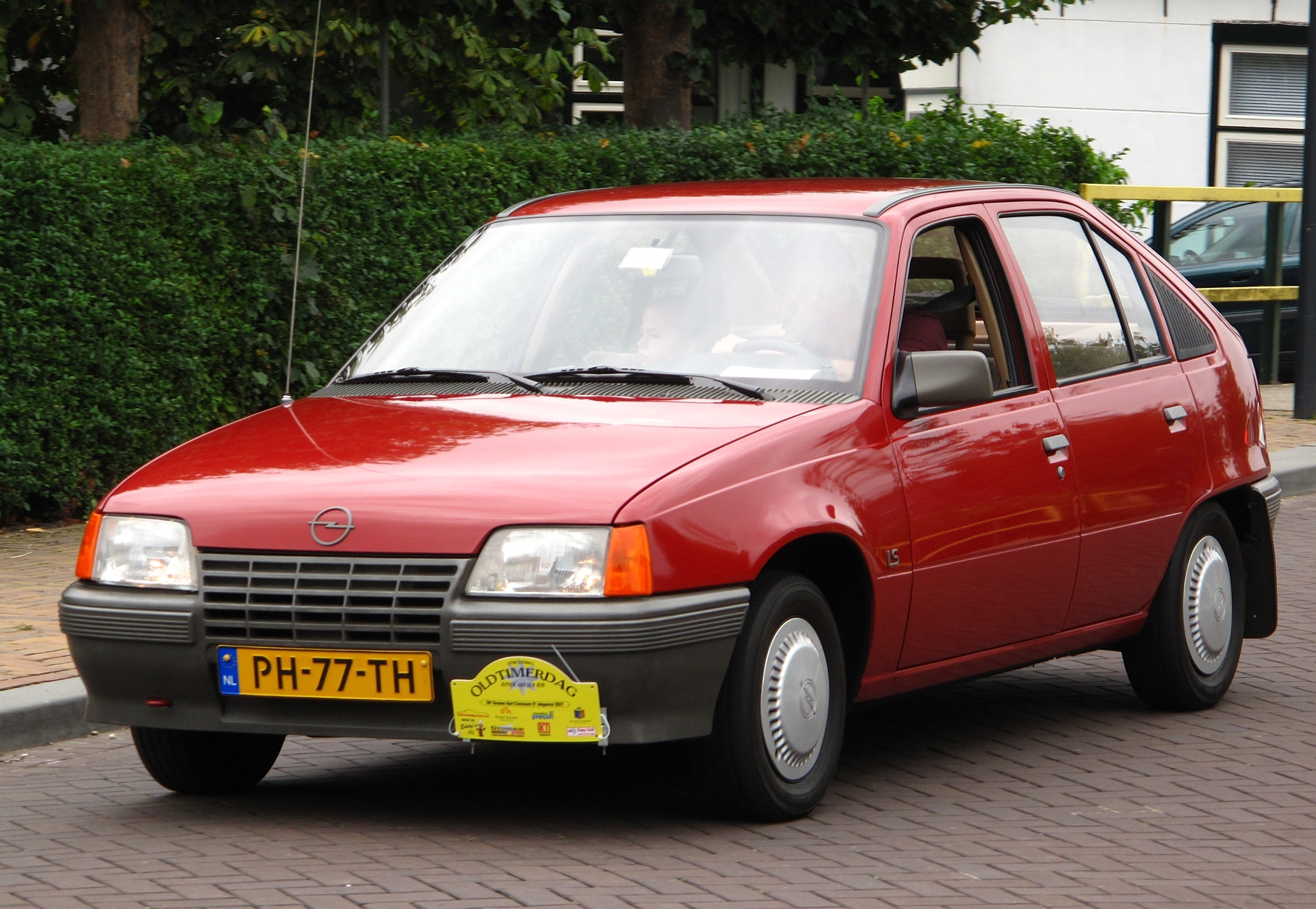
Opel Kadett LS (Viertürig)
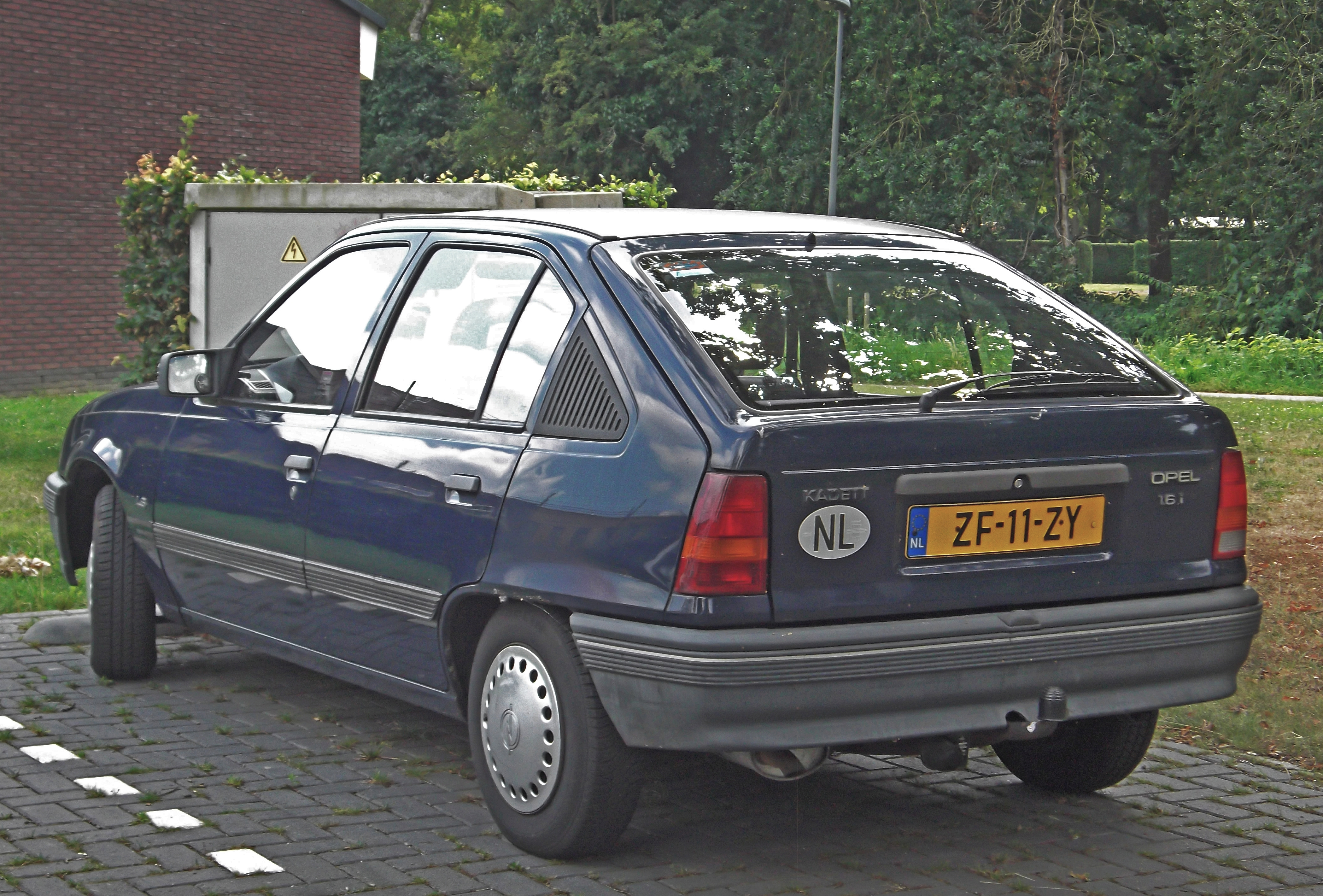
Opel Kadett LS (Viertürig)
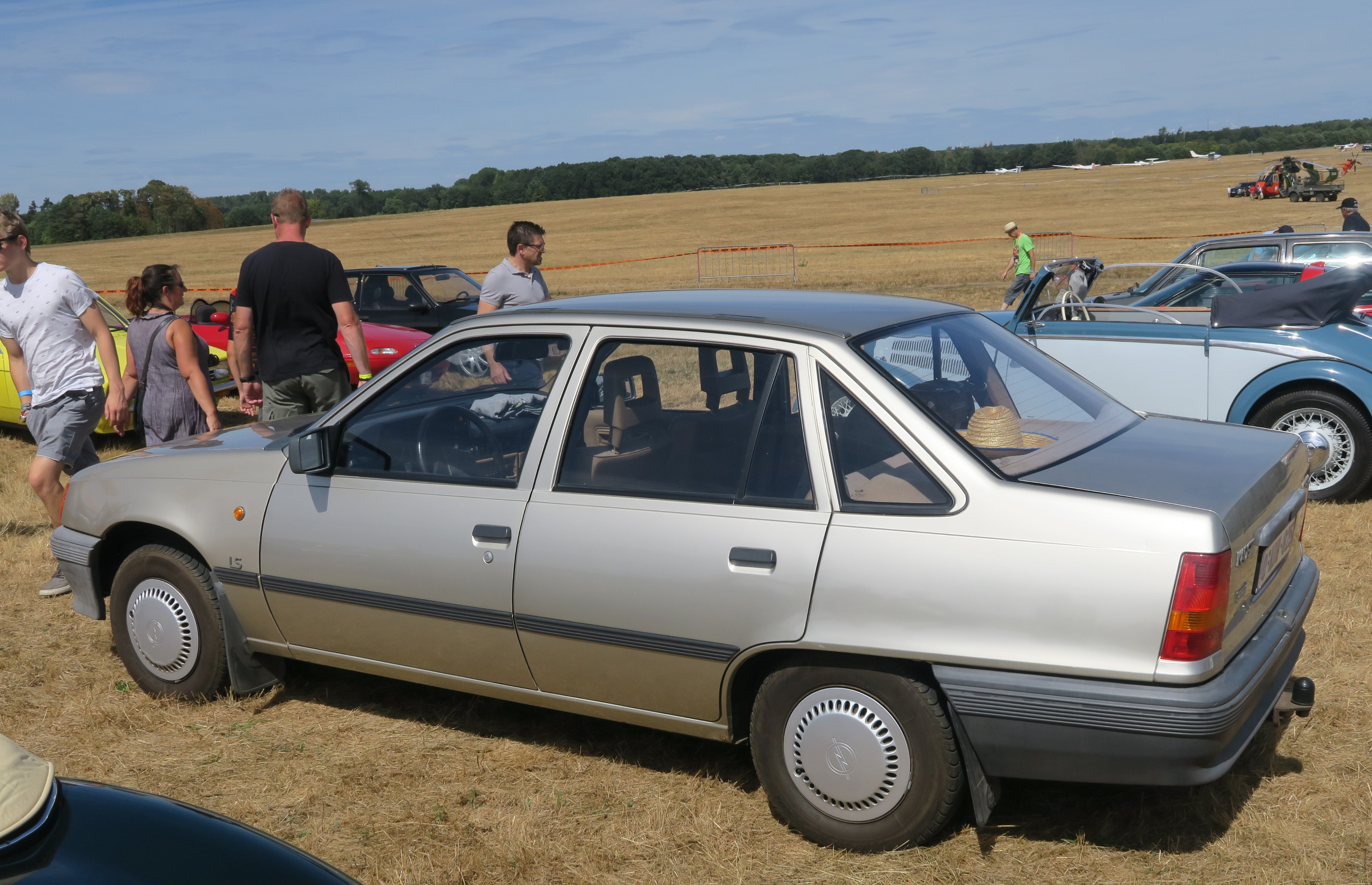
Opel Kadett Stufenheck (1985–1989)
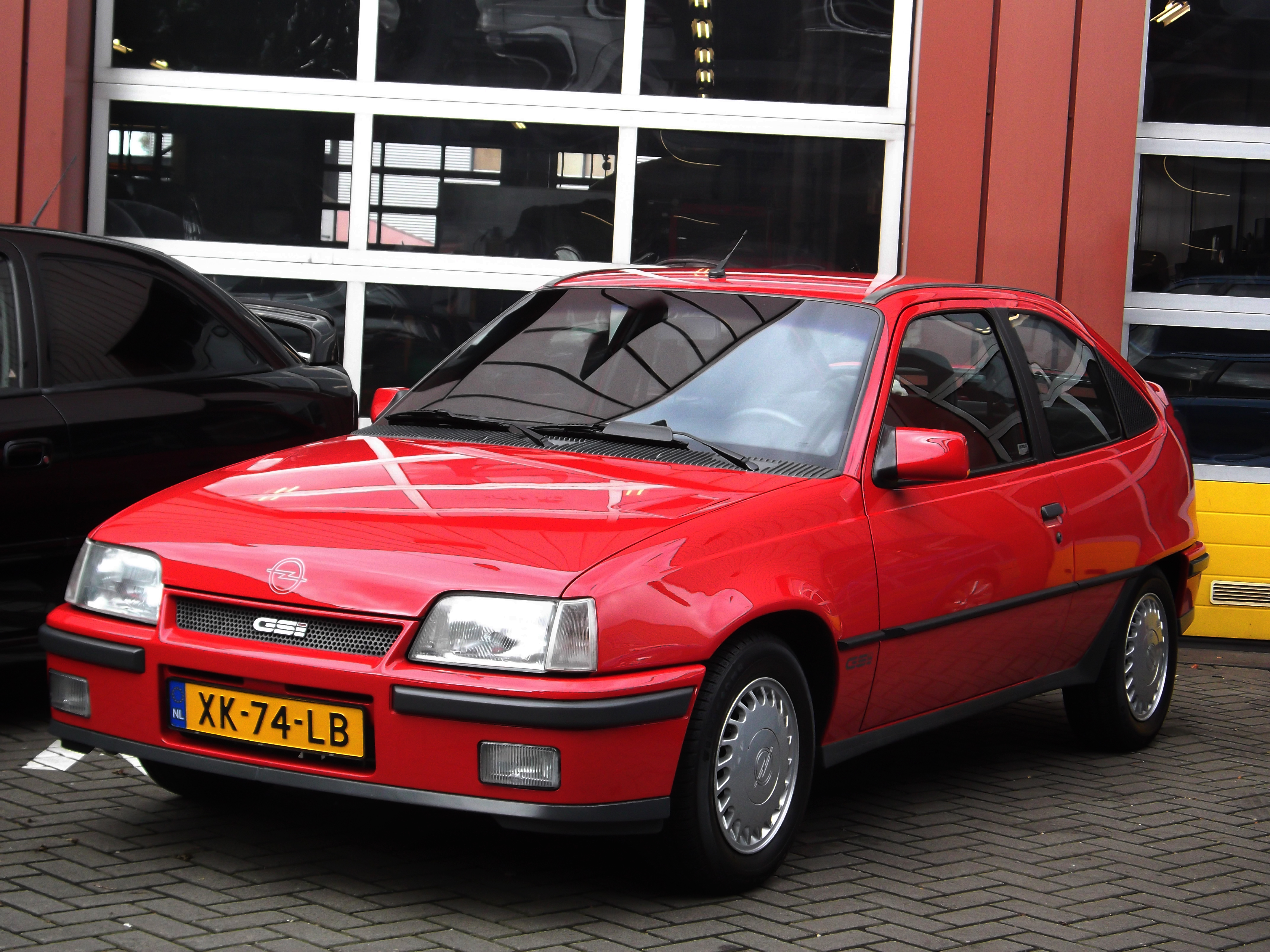
Opel Kadett GSi (1984–1991)
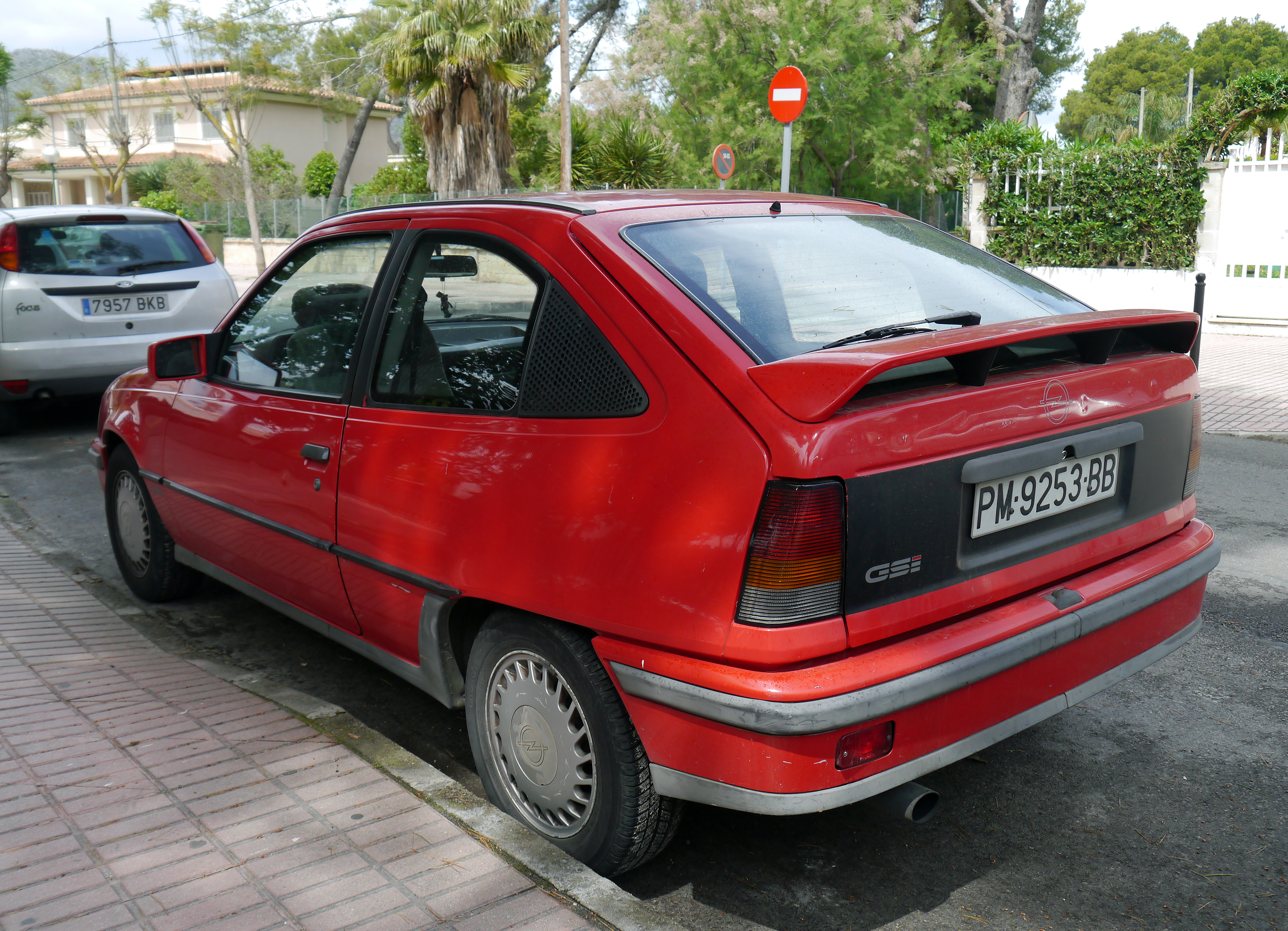
Opel Kadett GSi (1984–1991)
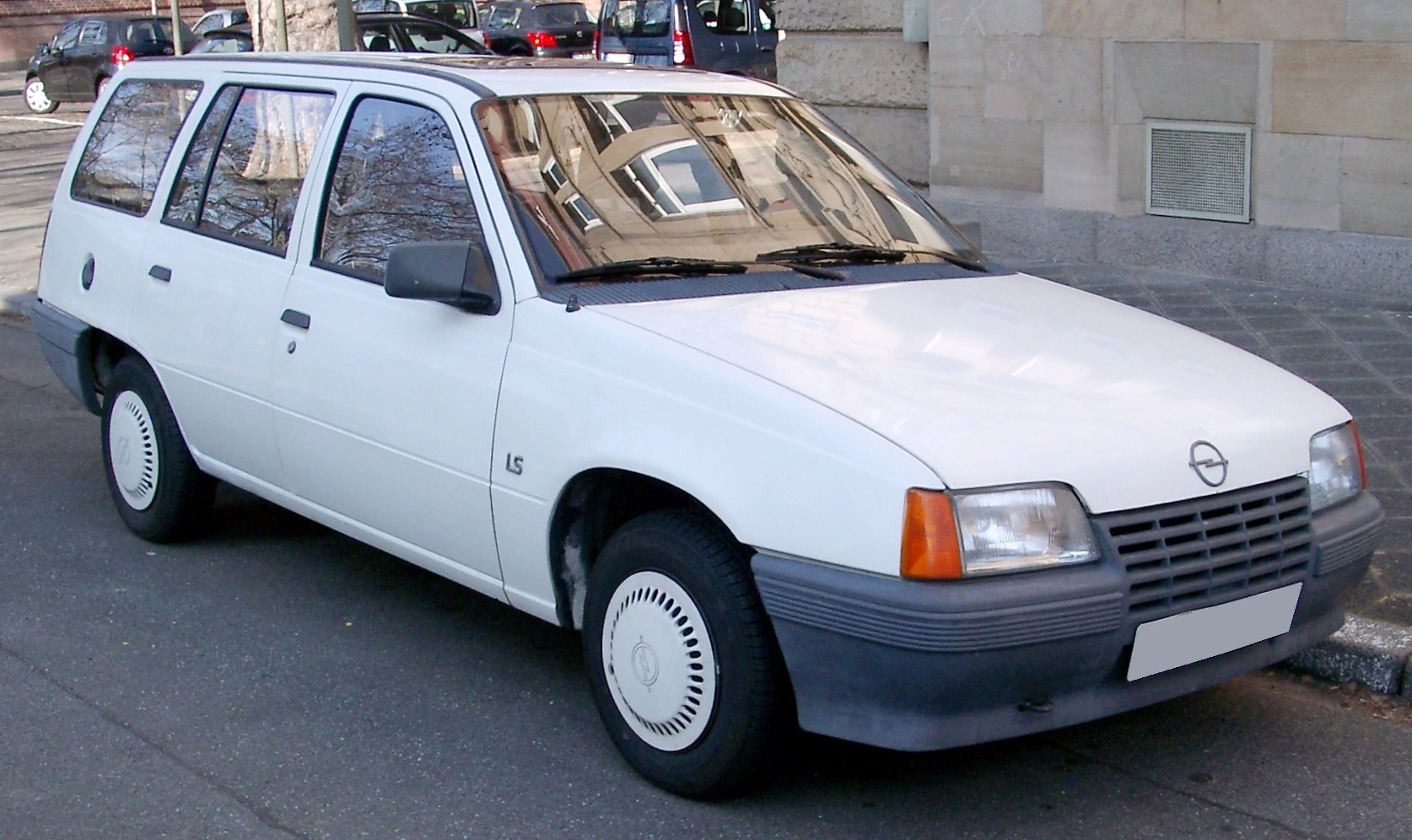
Opel Kadett Caravan (1984–1989)
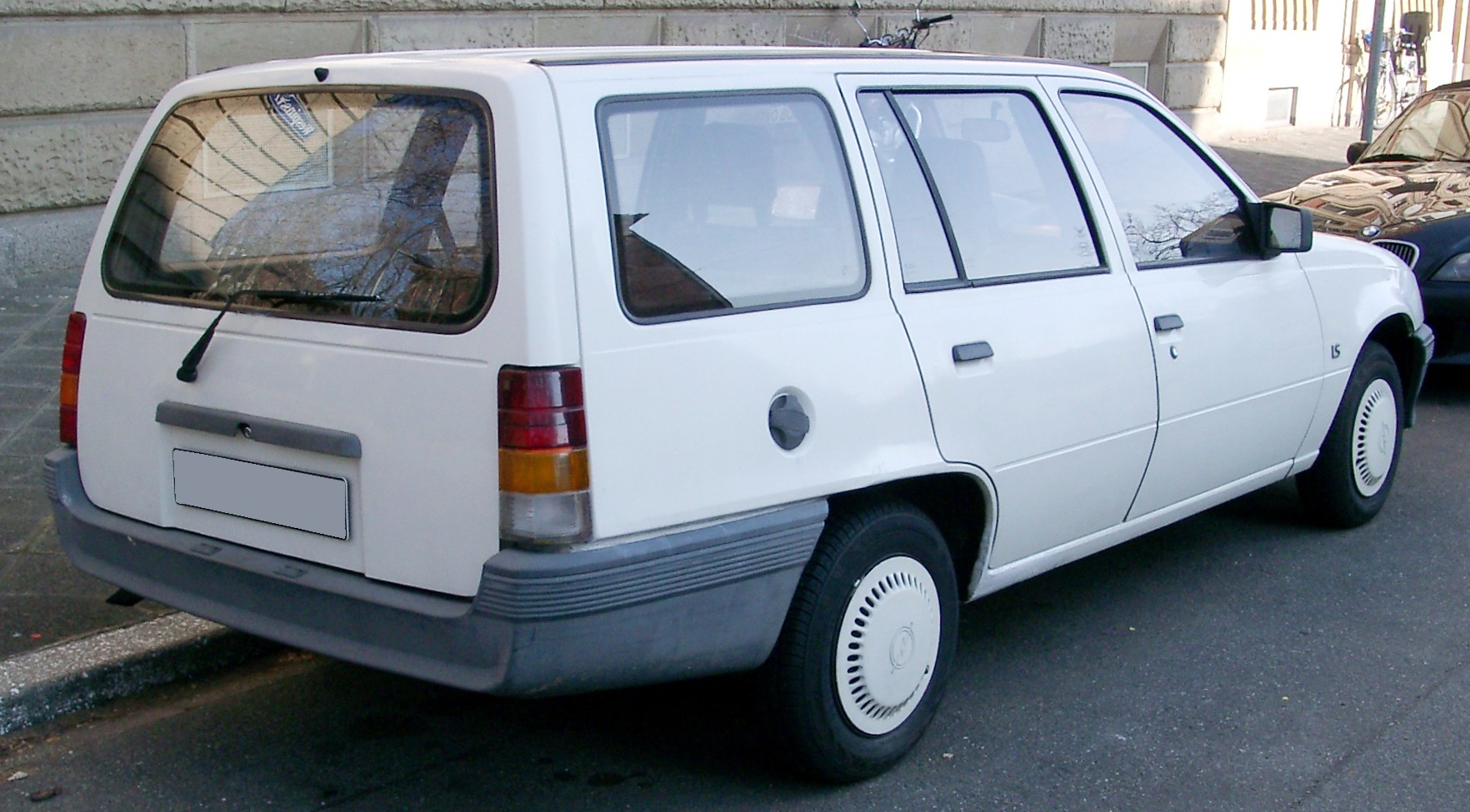
Heckansicht

### Konzeption und Technik
Der Kadett E nutzte die gleiche T-Plattform wie sein Vorgänger, weshalb beide Modelle technisch eng verwandt waren. Das mechanische Layout blieb weitgehend unverändert mit einem quer eingebauten Frontmotor, MacPherson-Federbeinen vorn, einer Verbundlenkerachse hinten, einem gemischten Bremssystem (bei der GSi-Version mit belüfteten Scheibenbremsen vorn) und einer Zahnstangenlenkung. Die Caravan-Variante erhielt zusätzliche Stabilisatoren vorn und hinten, um Lasten bis zu 595 kg zu bewältigen.
Zum Marktstart wurde eine breite Motorenpalette angeboten:
- 1.2: Ein 1196 cm³-Ottomotor mit 40 kW (55 PS);
- 1.3: Ein 1297 cm³-Motor mit 44 kW (60 PS);
- 1.3 S: Gleicher Motor, aber mit 55 kW (75 PS);
- 1.6 S: Ein 1598 cm³-Motor mit 66 kW (90 PS);
- 1.8 GSi: Der Topmotor mit 1796 cm³ und 85 kW (115 PS);
- 1.6 D: Ein 1598 cm³-Dieselmotor mit 40 kW (54 PS).

Die meisten Varianten hatten ein handgeschaltetes Vierganggetriebe, der GSi hingegen ein Fünfganggetriebe. Letzteres war optional für andere Modelle erhältlich, ebenso wie ein Dreigang-Automatikgetriebe für die mittleren Motorisierungen.

### Modellpflege
Im Februar 1989 erhielt die Baureihe ein Facelift, das äußerlich an dem kleineren Kühlergrill zu erkennen ist.
Im Juli 1991 wurde die Produktion der letzten Kadett-Baureihe abgeschlossen. Sein Nachfolger bekam den Namen „Astra“. Als einzige Modellvariante blieb noch bis Mai 1993 das Cabriolet im Programm, bevor es im Spätsommer durch die offene Version des Astra ersetzt wurde.

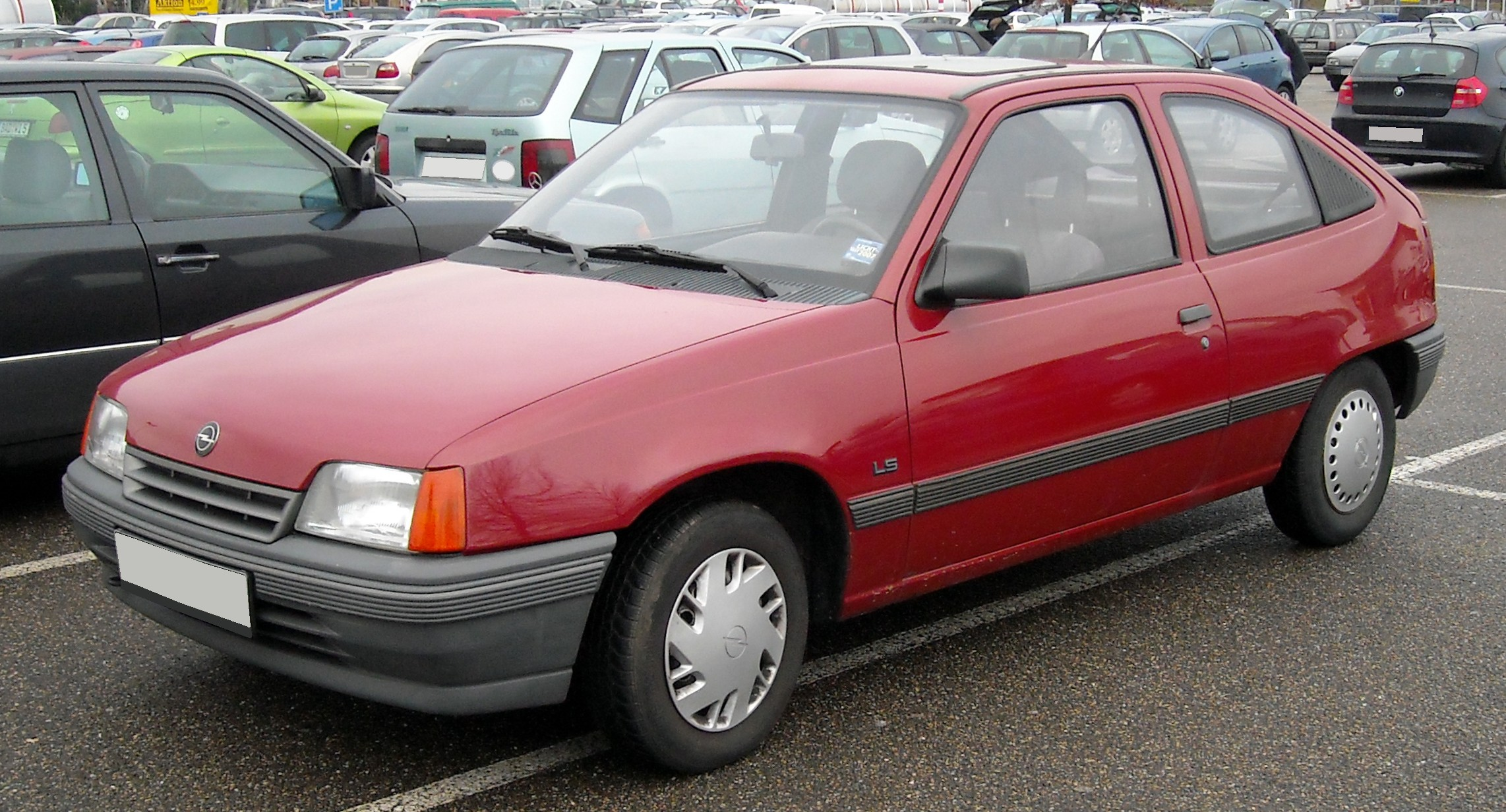
Opel Kadett Dreitürer (1989–1991)
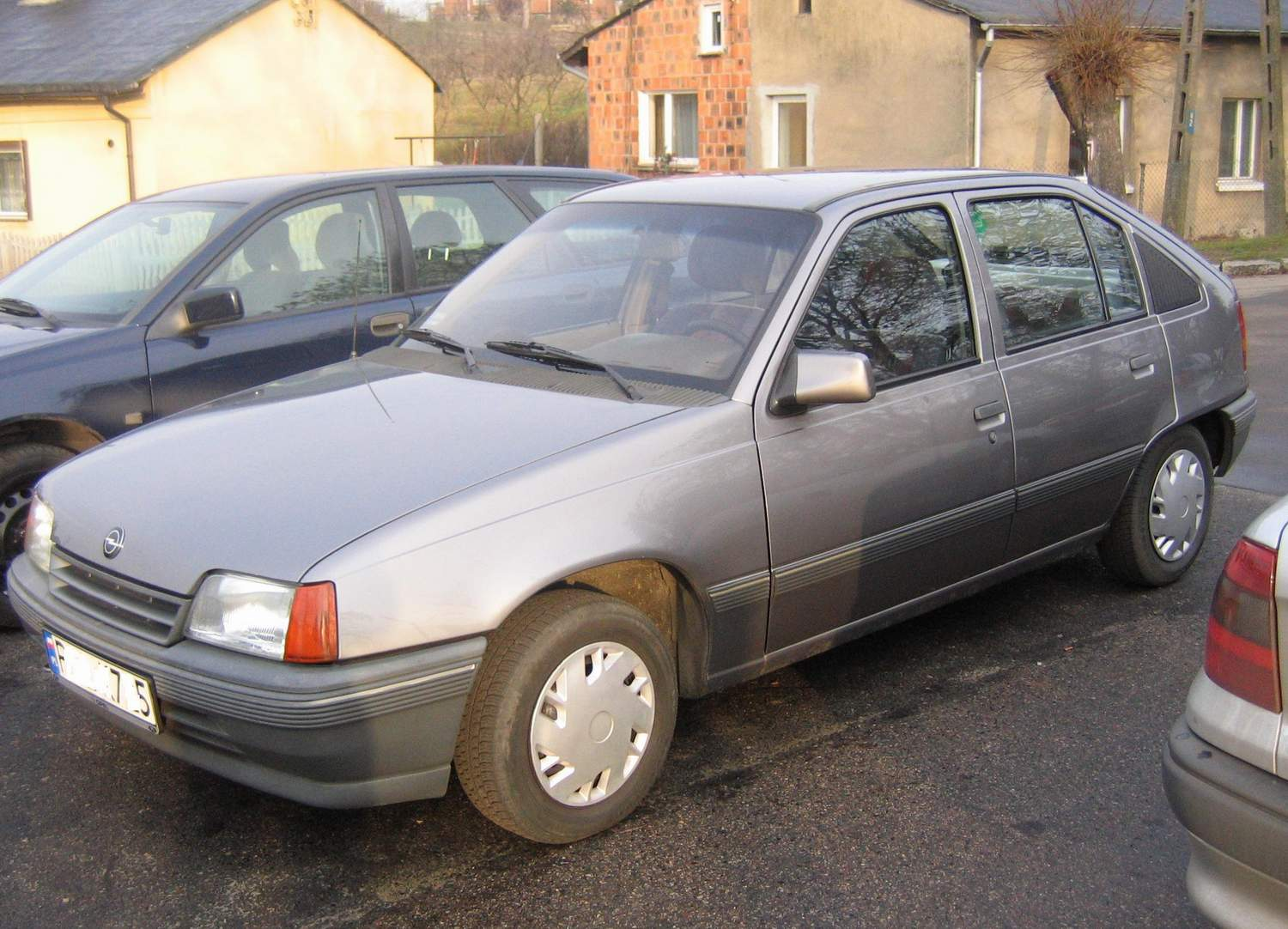
Opel Kadett Fünftürer (1989–1991)
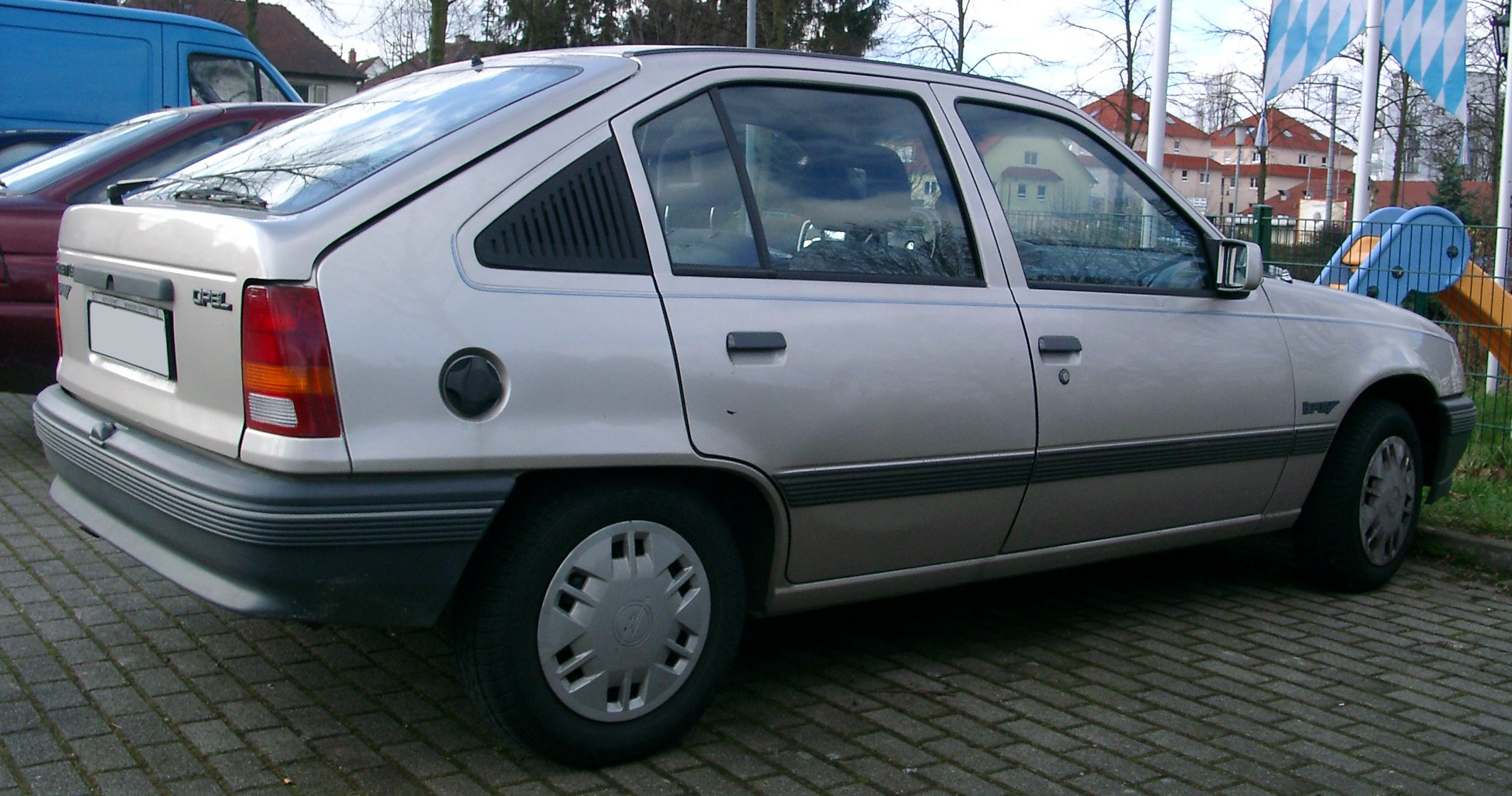
Heckansicht
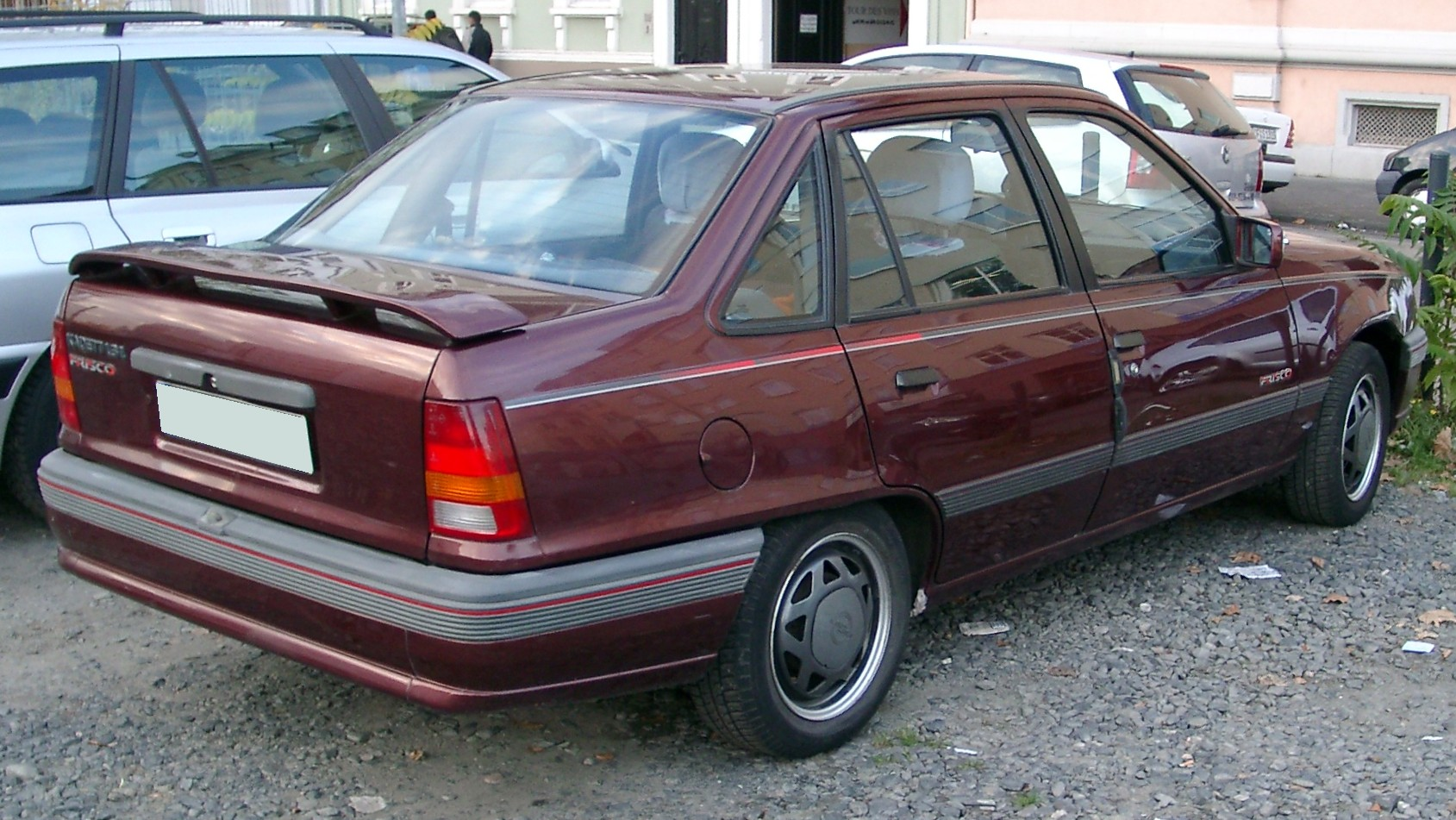
Opel Kadett Stufenheck (1989–1991)
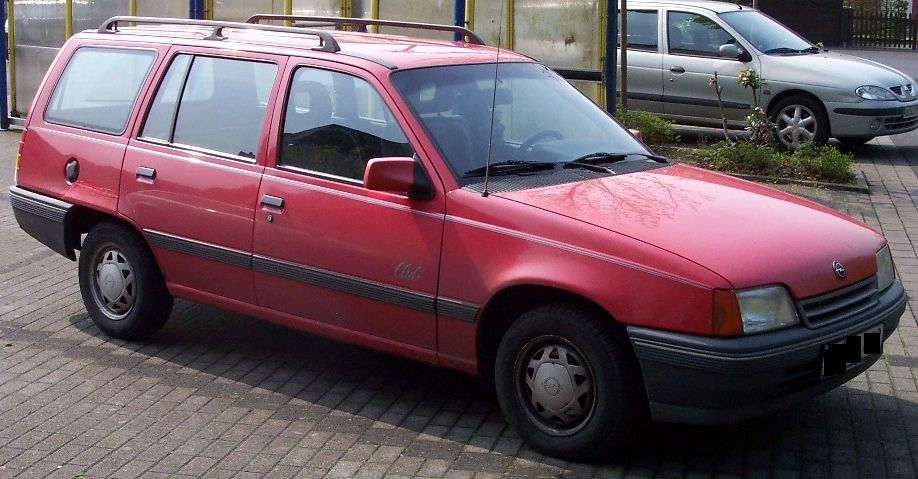
Opel Kadett Caravan (1989–1991)
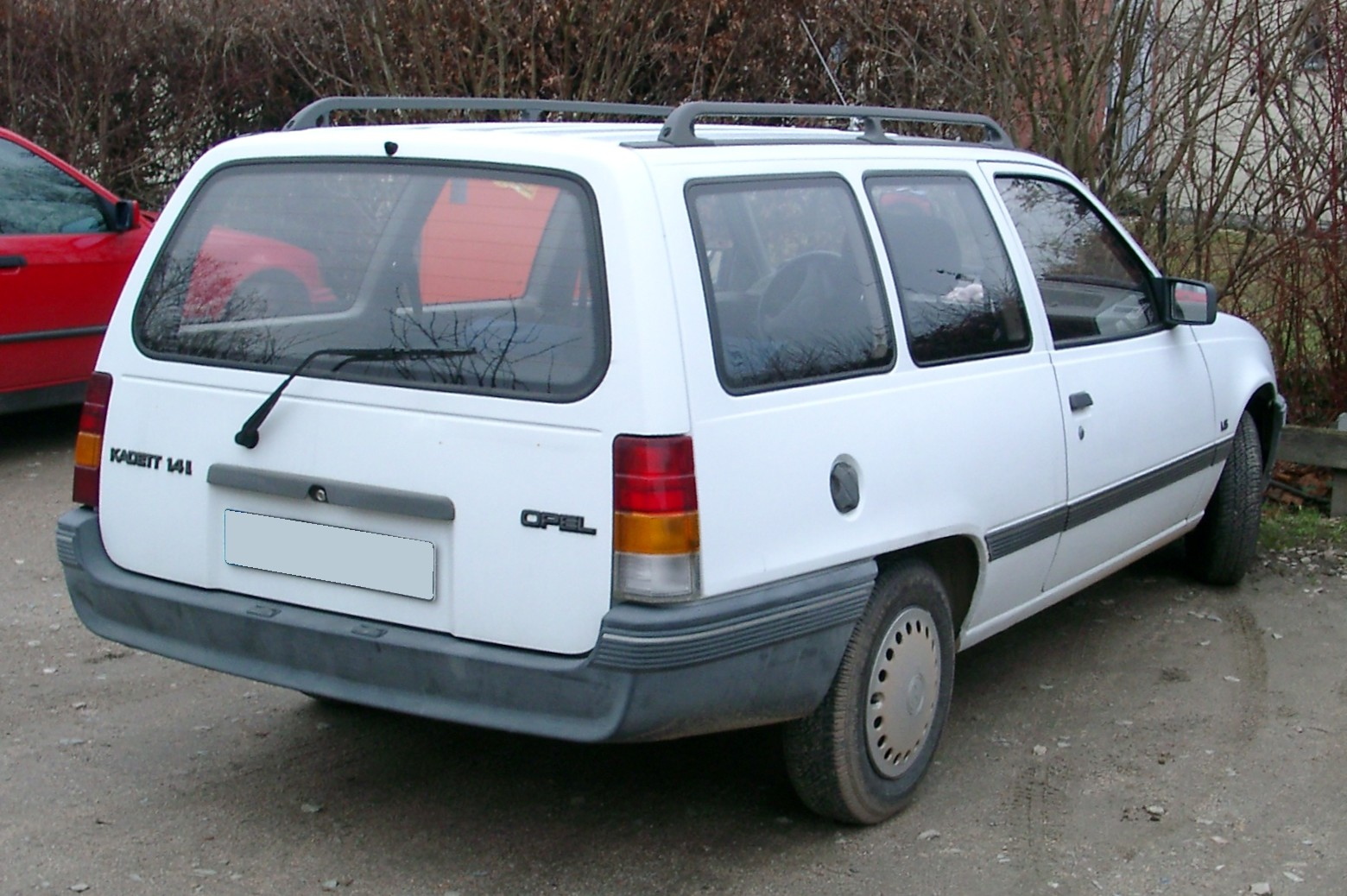
Opel Kadett Caravan (1989–1991)
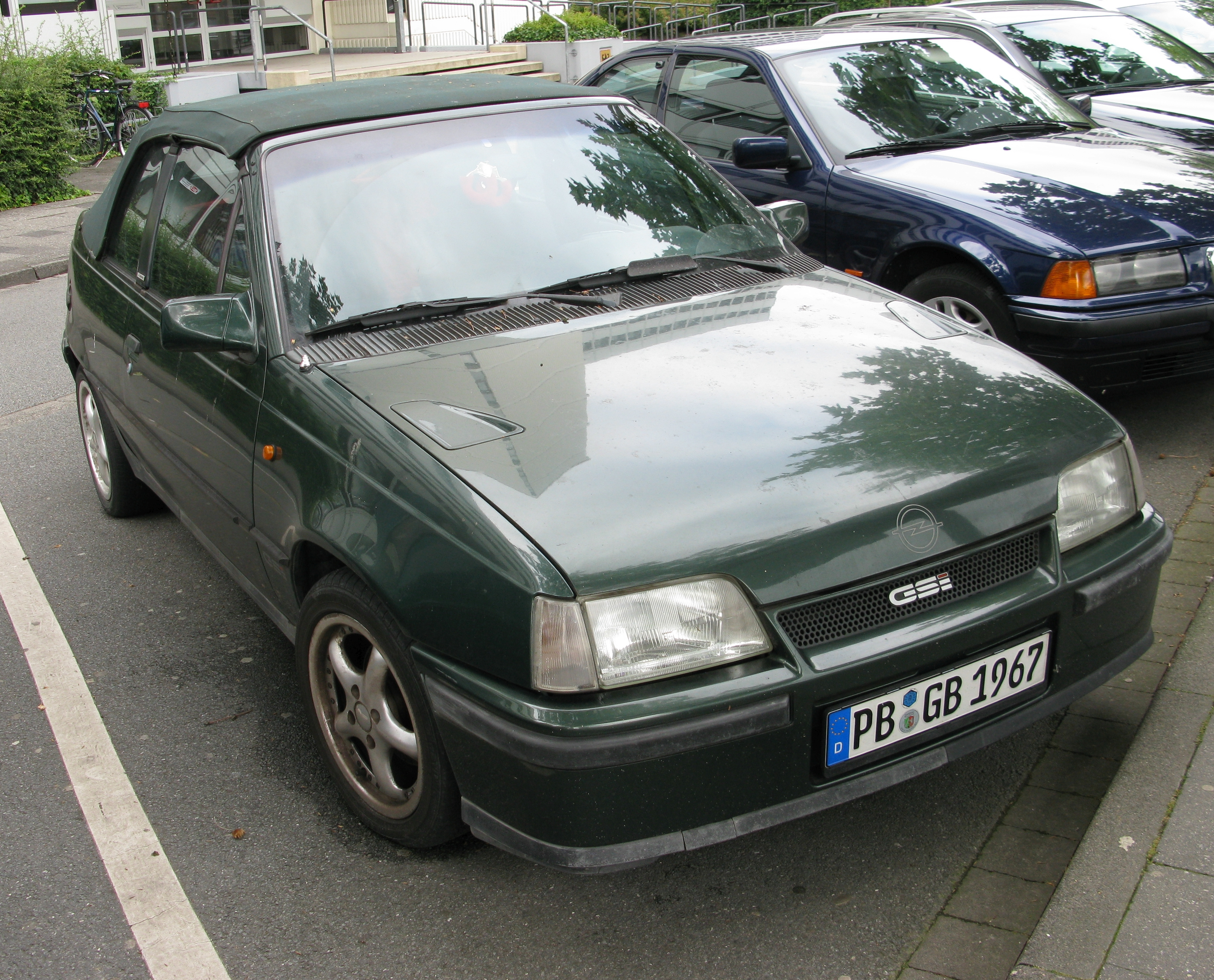
Opel Kadett GSi Cabriolet (1989–1991)
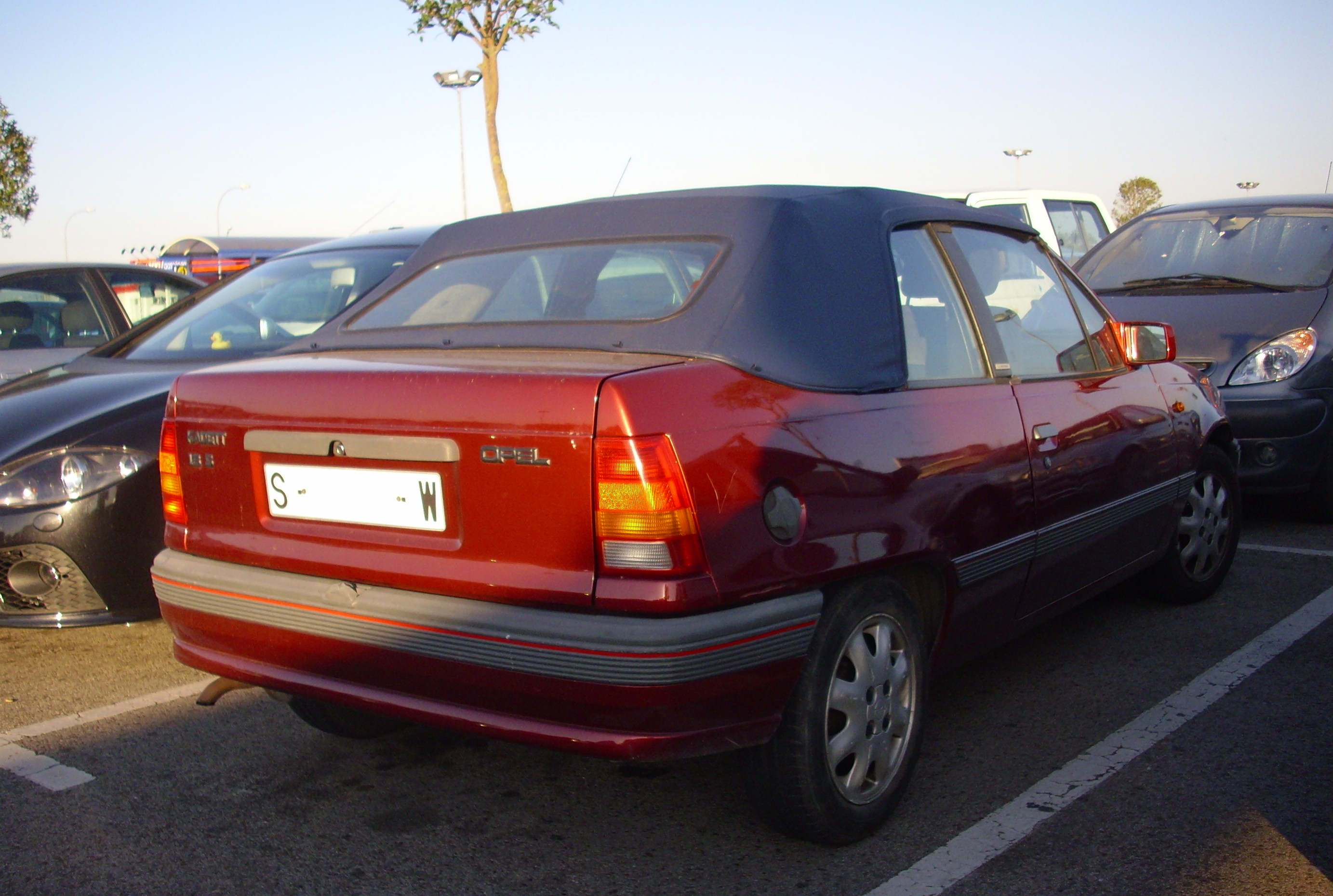
Opel Kadett Cabriolet (1989–1993)

## Technische Daten
| Opel Kadett E (1984–93) |                      |             |               |                                                                    |                 |                   |                         |              |                              |                               |                      |                  |
| Modell | Karosserie           | Motor       | Hubraum (cm³) | Antrieb                                                            | Leistung PS/rpm | Drehmoment Nm/rpm | Getriebe / Anzahl Gänge | Gewicht (kg) | Höchstgeschwindigkeit (km/h) | Beschleunigung 0–100 km/h (s) | Verbrauch (l/100 km) | Produktionsjahre |
| Benzinversionen |                      |             |               |                                                                    |                 |                   |                         |              |                              |                               |                      |                  |
| Kadett 1.2 S | Zweitürige Limousine | 12SC        | 1196          | Vergaser Weber 32TL                                                | 55/5600         | 82,4/3600         | Manuell 4/5 Gänge       | 840          | 155                          | 17,0                          | 7,9                  | 08/1984–07/1986  |
| Kadett 1.2 S | Kombi                | 12SC        | 1196          | Vergaser Weber 32TL                                                | 55/5600         | 82,4/3600         | Manuell 4/5 Gänge       | 890          | 150                          | 17,5                          | 8,4                  | 08/1984–07/1986  |
| Kadett 1.2 S | Van                  | 12SC        | 1196          | Vergaser Weber 32TL                                                | 55/5600         | 82,4/3600         | Manuell 4/5 Gänge       | 870          | 150                          | 17,5                          | 8,4                  | 08/1984–07/1986  |
| Kadett 1.3 | Zweitürige Limousine | 13N         | 1297          | Vergaser Pierburg 35 PDSI                                          | 60/5800         | 94/3800           | Manuell 4/5 Gänge       | 845          | 160                          | 15,0                          | 8,5                  | 08/1984–07/1987  |
| Kadett 1.3 | Dreitürige Limousine | 13N         | 1297          | Vergaser Pierburg 35 PDSI                                          | 60/5800         | 94/3800           | Manuell 4/5 Gänge       | 875          | 160                          | 15,0                          | 8,5                  | 09/1985–07/1987  |
| Kadett 1.3 | Kombi                | 13N         | 1297          | Vergaser Pierburg 35 PDSI                                          | 60/5800         | 94/3800           | Manuell 4/5 Gänge       | 905          | 155                          | 16,0                          | 8,9                  | 08/1984–07/1987  |
| Kadett 1.3i Kat | Zweitürige Limousine | C13N        | 1297          | Elektronische Einspritzung Rochester Multec                        | 60/5600         | 96/3400           | Manuell 4/5 Gänge       | 850          | 160                          | 16,5                          | 7,5                  | 09/1986–07/1990  |
| Kadett 1.3i Kat | Dreitürige Limousine | C13N        | 1297          | Elektronische Einspritzung Rochester Multec                        | 60/5600         | 96/3400           | Manuell 4/5 Gänge       | 875          | 160                          | 16,5                          | 7,5                  | 09/1986–07/1990  |
| Kadett 1.3i Kat | Kombi                | C13N        | 1297          | Elektronische Einspritzung Rochester Multec                        | 60/5600         | 96/3400           | Manuell 4/5 Gänge       | 905          | 155                          | 17,5                          | 7,7                  | 09/1986–07/1990  |
| Kadett 1.3 S | Zweitürige Limousine | 13S/13SC    | 1297          | Vergaser Pierburg 2E                                               | 75/5800         | 100/4200          | Manuell 4/5 Gänge       | 850          | 170                          | 13,0                          | 8,6                  | 08/1984–05/1986  |
| Kadett 1.3 S | Dreitürige Limousine | 13S/13SC    | 1297          | Vergaser Pierburg 2E                                               | 75/5800         | 100/4200          | Manuell 4/5 Gänge       | 875          | 170                          | 13,0                          | 8,7                  | 09/1985–05/1986  |
| Kadett 1.3 S | Kombi                | 13S/13SC    | 1297          | Vergaser Pierburg 2E                                               | 75/5800         | 100/4200          | Manuell 4/5 Gänge       | 905          | 165                          | 14,0                          | 9,2                  | 08/1984–05/1986  |
| Kadett 1.4i Kat | Zweitürige Limousine | C14NZ       | 1389          | Elektronische Einspritzung Multec 700 TBI                          | 60/5600         | 101/2800          | Manuell 4/5 Gänge       | 865          | 160                          | 15,0                          | 7,7                  | 01/1989–07/1991  |
| Kadett 1.4i Kat | Dreitürige Limousine | C14NZ       | 1389          | Elektronische Einspritzung Multec 700 TBI                          | 60/5600         | 101/2800          | Manuell 4/5 Gänge       | 885          | 160                          | 15,0                          | 7,8                  | 01/1989–07/1991  |
| Kadett 1.4i Kat | Kombi                | C14NZ       | 1389          | Elektronische Einspritzung Multec 700 TBI                          | 60/5600         | 101/2800          | Manuell 4/5 Gänge       | 910          | 155                          | 16,0                          | 7,9                  | 01/1989–07/1991  |
| Kadett 1.4i Kat | Van                  | C14NZ       | 1389          | Elektronische Einspritzung Multec 700 TBI                          | 60/5600         | 101/2800          | Manuell 4/5 Gänge       | 890          | 155                          | 16,0                          | 7,9                  | 01/1989–07/1991  |
| Kadett 1.4 S | Zweitürige Limousine | 14NV        | 1389          | Vergaser Pierburg 2E                                               | 75/5600         | 108/3000          | Manuell 4/5 Gänge       | 885          | 170                          | 14,0                          | 8,5                  | 01/1990–05/1991  |
| Kadett 1.4 S | Dreitürige Limousine | 14NV        | 1389          | Vergaser Pierburg 2E                                               | 75/5600         | 108/3000          | Manuell 4/5 Gänge       | 905          | 170                          | 14,0                          | 8,5                  | 01/1990–05/1991  |
| Kadett 1.4 S | Cabriolet (1)        | 14NV        | 1389          | Vergaser Pierburg 2E                                               | 75/5600         | 108/3000          | Manuell 4/5 Gänge       | 950          | 167                          | 14,5                          | 8,7                  | 01/1990–05/1991  |
| Kadett 1.4 S | Kombi                | 14NV        | 1389          | Vergaser Pierburg 2E                                               | 75/5600         | 108/3000          | Manuell 4/5 Gänge       | 940          | 165                          | 14,5                          | 8,7                  | 01/1990–05/1991  |
| Kadett 1.6i Kat | Zweitürige Limousine | C16NZ/C16LZ | 1598          | Elektronische Einspritzung Rochester Multec                        | 75/5200         | 122/3200          | Manuell 4/5 Gänge       | 885          | 170                          | 13,5                          | 8,0                  | 09/1986–07/1991  |
| Kadett 1.6i Kat | Dreitürige Limousine | C16NZ/C16LZ | 1598          | Elektronische Einspritzung Rochester Multec                        | 75/5200         | 122/3200          | Manuell 4/5 Gänge       | 905          | 170                          | 13,5                          | 7,8                  | 09/1986–07/1991  |
| Kadett 1.6i Kat | Cabriolet            | C16NZ/C16LZ | 1598          | Elektronische Einspritzung Rochester Multec                        | 75/5200         | 122/3200          | Manuell 4/5 Gänge       | 980          | 167                          | 13,5                          | 8,3                  | 01/1987–05/1993  |
| Kadett 1.6i Kat | Kombi                | C16NZ/C16LZ | 1598          | Elektronische Einspritzung Rochester Multec                        | 75/5200         | 122/3200          | Manuell 4/5 Gänge       | 930          | 170                          | 13,5                          | 8,1                  | 09/1986–07/1991  |
| Kadett 1.6i Kat | Van                  | C16NZ/C16LZ | 1598          | Elektronische Einspritzung Rochester Multec                        | 75/5200         | 122/3200          | Manuell 4/5 Gänge       | 920          | 170                          | 13,5                          | 8,1                  | 09/1986–07/1991  |
| Kadett 1.6 | Zweitürige Limousine | 16SV        | 1598          | Vergaser Pierburg 2E3                                              | 82/5400         | 130/2600          | Manuell 4/5 Gänge       | 885          | 175                          | 12,5                          | 9,4                  | 09/1986–05/1988  |
| Kadett 1.6 | Dreitürige Limousine | 16SV        | 1598          | Vergaser Pierburg 2E3                                              | 82/5400         | 130/2600          | Manuell 4/5 Gänge       | 905          | 175                          | 12,5                          | 9,5                  | 09/1986–05/1988  |
| Kadett 1.6 | Cabriolet            | 16SV        | 1598          | Vergaser Pierburg 2E3                                              | 82/5400         | 130/2600          | Manuell 4/5 Gänge       | 970          | 172                          | 13,0                          | 9,4                  | 01/1987–05/1988  |
| Kadett 1.6 | Kombi                | 16SV        | 1598          | Vergaser Pierburg 2E3                                              | 82/5400         | 130/2600          | Manuell 4/5 Gänge       | 920          | 170                          | 13,0                          | 9,6                  | 09/1986–05/1988  |
| Kadett 1.6 S | Zweitürige Limousine | 16SH        | 1598          | Vergaser GMF Varajet II                                            | 90/5800         | 124/4000          | Manuell 5 Gänge         | 925          | 180                          | 11,0                          | 9,6                  | 08/1984–08/1986  |
| Kadett 1.6 S | Dreitürige Limousine | 16SH        | 1598          | Vergaser GMF Varajet II                                            | 90/5800         | 124/4000          | Manuell 5 Gänge         | 950          | 180                          | 11,0                          | 9,7                  | 08/1984–08/1986  |
| Kadett 1.6 S | Kombi                | 16SH        | 1598          | Vergaser GMF Varajet II                                            | 90/5800         | 124/4000          | Manuell 5 Gänge         | 965          | 175                          | 12,0                          | 9,8                  | 08/1984–08/1986  |
| Kadett 1.8 S | Zweitürige Limousine | C18NT/C18NZ | 1796          | Vergaser Pierburg EE                                               | 84/5400         | 143/2600          | Manuell 5 Gänge         | 940          | 178                          | 11,5                          | 9,7                  | 09/1987–07/1988  |
| Kadett 1.8 S | Dreitürige Limousine | C18NT/C18NZ | 1796          | Vergaser Pierburg EE                                               | 84/5400         | 143/2600          | Manuell 5 Gänge         | 970          | 178                          | 11,5                          | 9,7                  | 09/1987–07/1988  |
| Kadett 1.8 S | Kombi                | C18NT/C18NZ | 1796          | Vergaser Pierburg EE                                               | 84/5400         | 143/2600          | Manuell 5 Gänge         | 975          | 173                          | 12,5                          | 9,8                  | 09/1987–07/1988  |
| Kadett 1.8i Kat | Zweitürige Limousine | C18NE       | 1796          | Elektronische Einspritzung Bosch LU-Jetronic                       | 100/5800        | 140/3000          | Manuell 5 Gänge         | 935          | 188                          | 10,5                          | 8,7                  | 10/1985–07/1988  |
| Kadett 1.8i Kat | Dreitürige Limousine | C18NE       | 1796          | Elektronische Einspritzung Bosch LU-Jetronic                       | 100/5800        | 140/3000          | Manuell 5 Gänge         | 960          | 188                          | 10,5                          | 8,8                  | 10/1985–07/1988  |
| Kadett 1.8i Kat | Kombi                | C18NE       | 1796          | Elektronische Einspritzung Bosch LU-Jetronic                       | 100/5800        | 140/3000          | Manuell 5 Gänge         | 965          | 185                          | 11,0                          | 8,9                  | 10/1985–07/1988  |
| Kadett 1.8 GSi Kat | Zweitürige Limousine | C18NE       | 1796          | Elektronische Einspritzung Bosch LU-Jetronic                       | 100/5800        | 140/3000          | Manuell 5 Gänge         | 960          | 188                          | 10,5                          | 8,9                  | 1985–1986        |
| Kadett GT 1.8 S | Zweitürige Limousine | 18SH        | 1796          | Vergaser Pierburg EE                                               | 112/5600        | 161/3000          | Manuell 5 Gänge         | 905          | 188                          | 10,0                          | 10,0                 | 1987–1989        |
| Kadett GT 1.8 S | Dreitürige Limousine | 18SH        | 1796          | Vergaser Pierburg EE                                               | 112/5600        | 161/3000          | Manuell 5 Gänge         | 920          | 188                          | 10,0                          | 10,0                 | 1987–1989        |
| Kadett GT 1.8i Kat | Zweitürige Limousine | 18SE        | 1796          | Elektronische Einspritzung                                         | 112/5600        | 158/3000          | Manuell 5 Gänge         | 905          | 188                          | 10,0                          | 10,0                 | 1986–1991        |
| Kadett GT 1.8i Kat | Dreitürige Limousine | 18SE        | 1796          | Elektronische Einspritzung                                         | 112/5600        | 158/3000          | Manuell 5 Gänge         | 920          | 188                          | 10,0                          | 10,0                 | 1986–1991        |
| Kadett 1.8 GSi | Zweitürige Limousine | 18E         | 1796          | Elektronische Einspritzung Bosch LE-Jetronic                       | 115/5800        | 148/4800          | Manuell 5 Gänge         | 965          | 203                          | 9,0                           | 9,8                  | 08/1984–08/1986  |
| Kadett 2.0 GSi Cabrio (2)/2.0i Cabrio                                                                                                  | Cabriolet            | 20NE        | 1998          | Elektronische Einspritzung                                         | 115/5400        | 175/2600          | Manuell 5 Gänge         | 1040         | 195                          | 10,0                          | 9,5                  | 02/1987–05/1989  |
| Kadett 2.0i GT Kat/2.0i | Dreitürige Limousine | C20NE       | 1998          | Elektronische Einspritzung Bosch Motronic ML 4.1                   | 115/5400        | 170/3000          | Manuell 5 Gänge         | 970          | 195                          | 9,0                           | 9,4                  | 09/1986–05/1991  |
| Kadett 2.0 GSi Kat | Zweitürige Limousine | C20NE       | 1998          | Elektronische Einspritzung Bosch Motronic ML 4.1                   | 115/5400        | 170/3000          | Manuell 5 Gänge         | 960          | 200                          | 9,0                           | 9,4                  | 09/1986–08/1991  |
| Kadett 2.0 GSi Kat | Cabriolet            | C20NE       | 1998          | Elektronische Einspritzung Bosch Motronic ML 4.1                   | 115/5400        | 170/3000          | Manuell 5 Gänge         | 1040         | 195                          | 10,0                          | 9,5                  | 02/1987–05/1993  |
| Kadett 2.0 GSi | Zweitürige Limousine | 20SEH       | 1998          | Elektronische Einspritzung Bosch Motronic ML 4.1                   | 130/5600        | 180/4600          | Manuell 5 Gänge         | 960          | 206                          | 8,5                           | 10,1                 | 09/1986–07/1989  |
| Kadett 2.0 GSi 16v | Zweitürige Limousine | 20XE        | 1998          | Elektronische Einspritzung Bosch Motronic M 2.5                    | 156/6000        | 203/4800          | Manuell 5 Gänge         | 990          | 217                          | 7,7                           | 10,4                 | 03/1988–05/1991  |
| Kadett 2.0 GSi 16v Kat | Zweitürige Limousine | C20XE       | 1998          | Elektronische Einspritzung Bosch Motronic M 2.5                    | 150/6000        | 196/4800          | Manuell 5 Gänge         | 990          | 217                          | 8,0                           | 10,3                 | 03/1988–05/1991  |
| Dieselversionen |                      |             |               |                                                                    |                 |                   |                         |              |                              |                               |                      |                  |
| Kadett 1.5 TD | Zweitürige Limousine | 15DTR       | 1488          | Turbodiesel mit Vorkammer, KKK-Turbolader und Bosch-Einspritzpumpe | 72/4600         | 143/2600          | Manuell 5 Gänge         | 985          | 170                          | 13,5                          | 6,0                  | 07/1988–07/1991  |
| Kadett 1.5 TD | Dreitürige Limousine | 15DTR       | 1488          | Turbodiesel mit Vorkammer, KKK-Turbolader und Bosch-Einspritzpumpe | 72/4600         | 143/2600          | Manuell 5 Gänge         | 1005         | 170                          | 13,5                          | 6,0                  | 07/1988–07/1991  |
| Kadett 1.5 TD | Kombi                | 15DTR       | 1488          | Turbodiesel mit Vorkammer, KKK-Turbolader und Bosch-Einspritzpumpe | 72/4600         | 143/2600          | Manuell 5 Gänge         | 1075         | 165                          | 14,0                          | 6,2                  | 07/1988–07/1991  |
| Kadett 1.6 D | Zweitürige Limousine | 16D         | 1598          | Saugdiesel, Bosch-Einspritzpumpe                                   | 54/4600         | 94/2400           | Manuell 4/5 Gänge       | 930          | 152                          | 19,5                          | 6,1                  | 08/1984–01/1989  |
| Kadett 1.6 D | Dreitürige Limousine | 16D         | 1598          | Saugdiesel, Bosch-Einspritzpumpe                                   | 54/4600         | 94/2400           | Manuell 4/5 Gänge       | 955          | 150                          | 19,0                          | 6,2                  | 08/1984–01/1989  |
| Kadett 1.6 D | Kombi                | 16D         | 1598          | Saugdiesel, Bosch-Einspritzpumpe                                   | 54/4600         | 94/2400           | Manuell 4/5 Gänge       | 975          | 147                          | 21,0                          | 6,4                  | 08/1984–01/1989  |
| Kadett 1.6 D | Van                  | 16D         | 1598          | Saugdiesel, Bosch-Einspritzpumpe                                   | 54/4600         | 94/2400           | Manuell 4/5 Gänge       | 955          | 147                          | 21,0                          | 6,4                  | 08/1984–01/1989  |
| Kadett 1.7 D | Zweitürige Limousine | 17D         | 1699          | Saugdiesel, Bosch-Einspritzpumpe                                   | 57/4600         | 103/2400          | Manuell 5 Gänge         | 936          | 153                          | 18,0                          | 6,0                  | 02/1989–07/1991  |
| Kadett 1.7 D | Dreitürige Limousine | 17D         | 1699          | Saugdiesel, Bosch-Einspritzpumpe                                   | 57/4600         | 103/2400          | Manuell 5 Gänge         | 966          | 153                          | 18,0                          | 6,1                  | 02/1989–07/1991  |
| Kadett 1.7 D | Kombi                | 17D         | 1699          | Saugdiesel, Bosch-Einspritzpumpe                                   | 57/4600         | 103/2400          | Manuell 5 Gänge         | 975          | 149                          | 19,5                          | 6,2                  | 02/1989–07/1991  |
| Kadett 1.7 D | Van                  | 17D         | 1699          | Saugdiesel, Bosch-Einspritzpumpe                                   | 57/4600         | 103/2400          | Manuell 5 Gänge         | 955          | 149                          | 19,5                          | 6,2                  | 02/1989–07/1991  |
| Hinweise: (1) Kadett 1.4 Cabrio nur in einigen Märkten, darunter Italien, erhältlich. (2) Für den italienischen Markt nicht verfügbar. |                      |             |               |                                                                    |                 |                   |                         |              |                              |                               |                      |                  |

## Motoren
Der Opel Kadett E wurde nur mit vorne quer eingebauten Vierzylindermotoren angeboten. Bis auf den GSi 16V mit zwei obenliegenden Nockenwellen und 16 Ventilen sowie dem 1,2-Liter-Motor mit seitlicher Nockenwelle und hängenden Ventilen haben sie eine obenliegende Nockenwelle und acht Ventile:

### Ottomotoren
| Modell                       | Zylinder    | Motorkennbuchstaben | Hubraum cm³ | Max. Leistung   | Bauzeit         | Bemerkung                              |             |             |             |
| OHV-Motoren                  | OHV-Motoren | OHV-Motoren         | OHV-Motoren | OHV-Motoren     | OHV-Motoren     | OHV-Motoren                            | OHV-Motoren | OHV-Motoren | OHV-Motoren |
| ---------------------------- | ----------- | ------------------- | ----------- | --------------- | --------------- | -------------------------------------- | ----------- | ----------- | ----------- |
| 1.2S                         | 4           | 12SC                | 1196        | 40 kW (55 PS)   | 08.1984–07.1986 |                                        |             |             |             |
| OHC-Motoren                  |             |                     |             |                 |                 |                                        |             |             |             |
| 1.2S                         | 4           | 12ST                | 1196        | 40 kW (55 PS)   | 08.1984–07.1986 |                                        |             |             |             |
| 1.3N                         | 4           | 13N                 | 1297        | 44 kW (60 PS)   | 08.1984–07.1987 |                                        |             |             |             |
| 1.3                          | 4           | 13NB                | 1297        | 44 kW (60 PS)   | 08.1987–07.1989 | (Euronorm)                             |             |             |             |
| 1.3i                         | 4           | C13N                | 1297        | 44 kW (60 PS)   | 09.1986–07.1990 | (mit Katalysator)                      |             |             |             |
| 1.3S                         | 4           | 13S/13SC            | 1297        | 55 kW (75 PS)   | 08.1984–05.1986 |                                        |             |             |             |
| 1.4i                         | 4           | C14NZ               | 1389        | 44 kW (60 PS)   | 01.1989–07.1991 | (mit Katalysator)                      |             |             |             |
| 1.4S                         | 4           | 14NV                | 1389        | 55 kW (75 PS)   | 01.1990–05.1991 | (mit Euronorm)                         |             |             |             |
| 1.4Si                        | 4           | C14SE               | 1389        | 60 kW (82 PS)   | 09.1989–07.1991 | (mit Katalysator)                      |             |             |             |
| 1.6i                         | 4           | C16LZ               | 1598        | 55 kW (75 PS)   | 09.1986–07.1987 | (mit Katalysator)                      |             |             |             |
| 1.6i                         | 4           | C16NZ               | 1598        | 55 kW (75 PS)   | 09.1987–05.1993 | (mit Katalysator)                      |             |             |             |
| 1.6i                         | 4           | E16NZ               | 1598        | 55 kW (75 PS)   | 09.1987–05.1988 | (mit Euronorm)                         |             |             |             |
| 1.6S                         | 4           | 16SV                | 1598        | 60 kW (82 PS)   | 09.1986–05.1988 |                                        |             |             |             |
| OHC-Bigblock-Motoren         |             |                     |             |                 |                 |                                        |             |             |             |
| 1.6S                         | 4           | 16SH                | 1598        | 66 kW (90 PS)   | 08.1984–08.1986 |                                        |             |             |             |
| 1.8S                         | 4           | E18NV/S18NV         | 1796        | 62 kW (84 PS)   | 09.1987–07.1988 | (mit Euronorm)                         |             |             |             |
| 1.8i                         | 4           | C18NT               | 1771        | 66 kW (90 PS)   | 04.1985–09.1985 | (mit Katalysator)                      |             |             |             |
| 1.8i                         | 4           | C18NZ               | 1796        | 66 kW (90 PS)   | 06.1990–07.1991 | (mit Katalysator)                      |             |             |             |
| 1.8i, 1.8i GSI               | 4           | C18NE               | 1796        | 74 kW (100 PS)  | 10.1985–07.1988 | (mit Katalysator)                      |             |             |             |
| 1.8i                         | 4           | 18SE                | 1796        | 82 kW (112 PS)  | 09.1986–08.1991 | (ohne Katalysator, nur Export)         |             |             |             |
| 1.8i GSi                     | 4           | 18E                 | 1796        | 85 kW (115 PS)  | 08.1984–08.1986 | (GSi, ohne Katalysator)                |             |             |             |
| 2.0i                         | 4           | 20NE                | 1998        | 85 kW (115 PS)  | 09.1986–05.1989 | (ohne Katalysator)                     |             |             |             |
| 2.0i GSi, 2.0i GT Stufenheck | 4           | C20NE               | 1998        | 85 kW (115 PS)  | 09.1986–05.1993 | (mit Katalysator)                      |             |             |             |
| 2.0i                         | 4           | 20SEH               | 1998        | 95 kW (130 PS)  | 09.1986–07.1989 | (ohne Katalysator)                     |             |             |             |
| DOHC-Bigblock-Motoren        |             |                     |             |                 |                 |                                        |             |             |             |
| 2.0i GSi 16V                 | 4           | C20XE               | 1998        | 110 kW (150 PS) | 03.1988–05.1991 | (GSi 16V mit Katalysator)              |             |             |             |
| 2.0i 16V                     | 4           | 20XE                | 1998        | 115 kW (156 PS) | 12.1987–05.1992 | (GSi 16V ohne Katalysator, nur Export) |             |             |             |

### Dieselmotoren
| Modell | Zylinder | Motorkennbuchstaben | Hubraum cm³ | Max. Leistung | Bauzeit           | Bemerkung                                             |
| ------ | -------- | ------------------- | ----------- | ------------- | ----------------- | ----------------------------------------------------- |
| 1.5 TD | 4        | 15DT (TC4EC1)       | 1488        | 53 kW (72 PS) | 07.1988 – 07.1991 | Motor entwickelt von Isuzu (Turbo mit Ladeluftkühler) |
| 1.6 D  | 4        | 16D                 | 1598        | 40 kW (54 PS) | 08.1984–01.1989   |                                                       |
| 1.6 D  | 4        | 16DA                | 1598        | 40 kW (54 PS) | 01.1986–12.1989   |                                                       |
| 1.7 D  | 4        | 17D                 | 1700        | 42 kW (57 PS) | 02.1989–07.1991   |                                                       |
| 1.7 TD | 4        | 17DT (TC4EE1)       | 1686        | 60 kW (82 PS) | 09.1986–07.1991   | Motor entwickelt von Isuzu (Turbo mit Ladeluftkühler) |

## Produktionszahlen Kadett E
Zwischen 1984 und 1993 wurden 3.779.286 Kadett E hergestellt. Produziert wurde der Kadett E in Bochum, Antwerpen und Turin. Die Vauxhall-Modelle kamen aus Antwerpen und Elsmere Port (UK).
| Jahr            | 1984    | 1985    | 1986    | 1987    | 1988    | 1989 | 1990 | 1991 | 1992 | 1993 | Summe     |
| --------------- | ------- | ------- | ------- | ------- | ------- | ---- | ---- | ---- | ---- | ---- | --------- |
| 3-Türer         | 47.954  | 209.610 | 175.682 | 171.433 | 168.289 |      |      |      |      |      |           |
| 5-Türer         | 51.253  | 204.716 | 138.965 | 140.069 | 155.460 |      |      |      |      |      |           |
| Limousine       |         | 29.889  | 164.595 | 136.110 | 134.498 |      |      |      |      |      |           |
| Cabrio          |         |         |         | 7.560   | 8.136   |      |      |      |      |      | 58.572    |
| 2 Türer Caravan | 5.487   | 23.081  | 20.869  | 12.518  | 11.049  |      |      |      |      |      |           |
| 4-Türer Caravan | 14.527  | 58.463  | 58.507  | 69.911  | 91.043  |      |      |      |      |      |           |
| Kastenwagen     | 3.507   | 26.929  | 17.854  | 5.411   | 8.057   |      |      |      |      |      |           |
| Kasten Combo    |         | 5.797   | 9.211   | 883     | 860     |      |      |      |      |      |           |
| Summe           | 122.728 | 558.485 | 585.683 | 543.895 | 577.392 |      |      |      |      |      | 3.779.286 |
| davon Vauxhall  | 5.544   | 67.395  | 56.245  | 1.134   | 1.309   |      |      |      |      |      |           |

### Fahrwerk/Getriebe
Das Fahrwerk des Kadett E wurde nur geringfügig modifiziert vom Vorgängermodell Kadett D übernommen. Als typischer frontangetriebener Kompaktwagen hat er Einzelradaufhängung an MacPherson-Federbeinen mit unteren Querlenkern vorne und eine Verbundlenkerachse hinten. Als Getriebe wurden handgeschaltete Vier- und Fünfgang-Fahrzeuggetriebe eingebaut. Mit einigen Motoren war ein Dreigang-Automatikgetriebe vom Typ THM 125 der Muttergesellschaft General Motors lieferbar.

## Ausstattungsvarianten
Der Opel Kadett E wurde zuerst in folgenden Basisvarianten angeboten:
- LS (1984–1991)
- GL (1984–1990)
- GT (1984–1990)
- GLS (1984–1989)
- GSi (1984–1991)
- Cabrio (1987–1993)

Im Laufe der Kadett E-Produktion kamen noch einige Sondermodelle dazu:
| Jahr      | Bezeichnung | Basis                                           | Merkmal | Besonderheiten |
| --------- | ----------- | ----------------------------------------------- | --- | --- |
| 1986      | CUP         | fünf Türen, Fließheck                           | Zierstreifen in Schwarz rundum                                                                                       | Zur WM 1986, nur in polarweiß, Stoßfänger und Außenspiegel in Wagenfarbe, B-Säule mattschwarz; Fünftürer, normale Sitze im speziellen Design                                                 |
| 1986      | Sprint (I)  | drei oder fünf Türen, Fließheck                 | Sprint-Schriftzug auf Fahrer und Beifahrertür, roter Zierstreifen rundum                                             | Drehzahlmesser, Außenspiegel rechts, Dreispeichen-Sportlenkrad, Nebelschlussleuchte, Sportgetriebe, Stoßfänger im GT-Design, ab 1987 als GT verkauft                                         |
| 1987      | Jubilee     | Fließheck und Stufenheck                        | Zierstreifen in Silber rundum                                                                                        | Verlängerte Mittelkonsole, asymmetrisch geteilte Rückbank |
| 1988–1991 | Club        | fünftüriger Caravan                             | silberne Zierstreifen an den Stoßfängern, zusätzlich von der Oberseite der Blinker bis zur Oberseite der Heckleuchte | LS *, Dachreling, Außenspiegel in Wagenfarbe, bei 2,0 Liter mit Drehzahlmesser. |
| 1988      | Sprint (II) | Stufenheck mit 2,0 Liter                        | Irmscher-Ausstattung                                                                                                 | Vierspeichen-Irmscher-Lenkrad, Spoiler-Stoßstangen im Irmscher-Design, Heckspoiler, Seitenblenden, Sportfahrwerk mit Tieferlegung, Fertigung: 716 Stück.                                     |
| 1988      | California  | drei oder fünf Türen, Fließheck                 | gelbe Zierstreifen rundum                                                                                            | LS *, Warnsummer, Außenspiegel in Wagenfarbe, 4 Lautsprecher, Schiebedach, Radio SC202 |
| 1988      | SNOW        | drei oder fünf Türen, Fließheck oder Stufenheck | weiße Stoßfänger mit roten Zierstreifen, Schriftzug SNOW, weiß lackierte Radkappen                                   | LS *, nur in polarweiß erhältlich, Außenspiegel in Wagenfarbe, Sitzheizung für den Fahrer, Nebelscheinwerfer, Scheinwerferreinigung, Fußraumheizung für die hintere Sitzreihe, GL Radkappen. |
| 1988      | TOP         | drei oder fünf Türen, Fließheck                 | Silberne Zierstreifen rundum                                                                                         | LS *, Außenspiegel in Wagenfarbe, Heckspoiler |
| 1988      | Tiffany     | Fließheck oder Stufenheck                       | goldene Zierstreifen rundum; Schriftzug Tiffany auf den Kotflügeln und der Heckklappe – limitiert                    | Außenspiegel in Wagenfarbe, Fahrersitz höhenverstellbar, Asymmetrisch geteilte Rücksitzbank, Zweiklangfanfare, Parkmünzfach in der Mittelkonsole. Nur in fünf Farben erhältlich              |

* Das Funktionspaket LS umfasst:
Tageskilometerzähler, Quarzuhr, Zigarettenanzünder, Beleuchtung für Kofferraum und Handschuhfach, Intervall für Heckwischer; bei Stufenheck: rechter Außenspiegel, andere Reifengröße. Ab Modelljahr 1988 waren der Tageskilometerzähler und die Quarzuhr bei allen Modellen serienmäßig.
Nach dem Facelift 1989 wurde die Ausführungspalette erneuert:
| Jahr    | Bezeichnung   | Basis                                                   | Merkmal | Besonderheiten |
| ------- | ------------- | ------------------------------------------------------- | --- | --- |
| ab 1988 | Club          | Nur Caravan                                             | Club-Schriftzug auf Türen und Heckklappe, Zierstreifen in silber | Drehzahlmesser für 2.0 l |
| 1989    | Sunshine Club | Nur Caravan                                             | | |
| 1989    | CS            | drei oder fünf Türen, Fließheck                         | | serienmäßiges ABS, Kopfstützen hinten serienmäßig |
| 1989    | Miami         | drei oder fünf Türen, Fließheck                         | verschiedene Ausführungen, teilweise mit Speziallackierung | |
| ab 1989 | GSi           | drei oder fünf Türen, Fließheck                         | GSi-Emblem | |
| 1990    | Dream         | drei oder fünf Türen, Fließheck; vier Türen, Stufenheck | Schriftzug Dream auf Kotflügeln und Heck, dünne zweifarbige blau-türkise Zierstreifen unterhalb der Fenster, blaue Streifen in den Stoßstangen                                                                                 | Basis GL; Sportsitze, Innenausstattung schwarz mit weißen Streifen, Radio SC202, Spiegelgehäuse in Wagenfarbe, getönte Scheiben, Aluminiumräder mit 175/65 14 im Strahlenspeichendesign, Metallic- oder Mineraleffekt-Lackierung serienmäßig. Nur mit 1,6-i- oder 1,7-D-Motor. Preis April 1990: Benziner-Dreitürer 22.395 DM, Viertürer 24.230 DM; Fünftürer 23.245 DM; Diesel-Dreitürer 22.555 DM, Viertürer 24.390 DM; Fünftürer 23.405 DM |
| ab 1990 | Champion      | drei oder fünf Türen, Fließheck                         | | |
| 1990    | Life          | drei oder fünf Türen, Fließheck                         | | |
| 1991    | Club Spezial  | Nur fünftüriger Caravan                                 | | |
| 1991    | Frisco        | Fließheck oder Stufenheck                               | Dreispeichen-Sportlenkrad, Sportsitze vorn, Heckspoiler in Wagenfarbe, Sportauspuffendrohr, Drehzahlmesser, ABS serienmäßig | |
| 1991    | FUN           | Fließheck oder Stufenheck                               | Schriftzug „Fun“ auf beiden Kotflügeln sowie auf der Heckklappe, spezielle Radkappen | spezielle Polster, 5-Gang-Getriebe, Radio, Cassettenfach, wärmedämmende getönte Rundumverglasung, Außenspiegel in Wagenfarbe |
| 1991    | Beauty        | Fließheck oder Stufenheck                               | „Beauty“ auf beiden Kotflügeln vorne, auf der Heckklappe, Drehzahlmesser, Dreispeichenlenkrad und Veloursausstattung, dunkel-hellblaue Streifen an der Karosserie, mechanisches Schiebedach, Servolenkung, Zentralverriegelung | |

Cabrio-Ausführungen:
- Edition – Modelljahr 1989 (wurde in einer internen Händlerinformation auch als „Limited Edition“ bezeichnet, in Perlblau, Perlrot oder Stahlgrau, Aluminiumräder 5½ × 14 im[4] Strahlenspeichendesign)
- Edition – ab 1990 (mit besonderer Innenausstattung und besonderen Außenfarben, ab Modelljahr 1992 nur noch als „Cabrio Edition“ bezeichnet, dann auch Entfall der GSi-Attribute – LCD-Tacho, Lufthutzen auf Motorhaube, GSi-Schriftzüge, schwarzer Streifen zwischen Rückleuchten – für den 2.0i, weiterhin jedoch mit GSi-Stoßstangen und Seitenleisten, jetzt auch für 1.6i, Außenfarben Modelljahr 1990 1/2: Emeraldgrün, Perlblau, Perlrot, Saturn metallic, Schwarz metallic / Modelljahr 1991: Casablancaweiß, Emeraldgrün, Novaschwarz, Perlblau, Perlrot, Saturn metallic, Aluminiumräder 5½ × 14 im Strahlenspeichendesign)
- Special Edition – 1992 (mit 2.0i Motor, Außenfarbe Pazifikblau, mit Polster „Metallisee“ anthrazit, Aluminiumräder 6 × 15 mit Kreuzspeichen, mit GSi Stoßstangen und Seitenleisten, ohne GSi-Attribute – LCD-Tacho, Lufthutzen auf Motorhaube, GSi-Schriftzüge, schwarzer Streifen zwischen Rückleuchten)
- Edition Fun – 1993 (1.6i Motor, Außenfarben Amparoblau oder Karibikblau metallic, mit Polster „Kandinsky“ anthrazit, Aluminiumräder 5½ × 14 im Strahlenspeichendesign, mit GSi-Stoßstangen und -Seitenleisten)
- Edition Elegance – 1993 (1.6i Motor, Außenfarben Dolomitengrau oder Heliotrop, mit Polster „Dali“ anthrazit, Aluminiumräder 5½ × 14 mit „Turbinendesign“, mit GSi-Stoßstangen und -Seitenleisten)
- Edition Sportive – 1993 (1.6i Motor, Außenfarben Carbonschwarz oder Lobsterrot, mit Polster „Op-Art“ anthrazit, Aluminiumräder 5½ × 14 mit Pentagramm-Speichen, mit GSi-Stoßstangen und -Seitenleisten)

Ausstattungsvarianten im Ausland:
- Arizona – 1986 (Schweiz, unbekanntes Modell)
- Silver – 1987 (Frankreich, nur in silber erhältlich)
- White – 1987 (Frankreich)
- Florida – 1988 (Schweiz, ähnlich dem deutschen Modell Snow)
- Calypso – 1988 (Frankreich, Sondermodell, unbestätigt auf 200 Stück limitiert, nur in monacoblau)
- Exclusive – 1990 (Frankreich)
- Dream – 1990 (Belgien, gleich dem deutschen Dream)
- Hot – 1990 (Schweiz, basierend auf GSi, ähnlich wie der deutsche Champion ohne Nebelscheinwerfer, nur Dreitürer)
- Sprint – 1991 (Frankreich, ähnlich dem deutschen Frisco)
- Expression – 1991 (Niederlande)
- Rivera – 1992 (Frankreich, ähnlich dem deutschen Cabriolet Special Edition)
- Sporty – 1992 (Belgien, keine Details bekannt)
- Monte Carlo – 1993 (Frankreich, Cabrio, ähnlich deutschem Cabrio Edition Elegance)
- Essence – Jahr? (Frankreich, unbekanntes Modell)
- Ultima – Jahr? (Frankreich, unbekanntes Modell)
- Club – Jahr? (deutsches Umland, gab es im Gegensatz zum deutschen Modell auch mit Fließ- oder Stufenheck)
- Frisco – Jahr? (Schweiz, ähnlich dem deutschen Club Special, vermutlich nur Caravan)

Sonderumbauten:
- Caravan mit Hub- und Senkeinrichtung, tiefergelegtem Fahrzeugboden und verglastem Aufbau durch Firma AMF-Bruns (Apen)
- Irmscher Junior Line
- Irmscher GS

### Ausstattungsvarianten: Logos

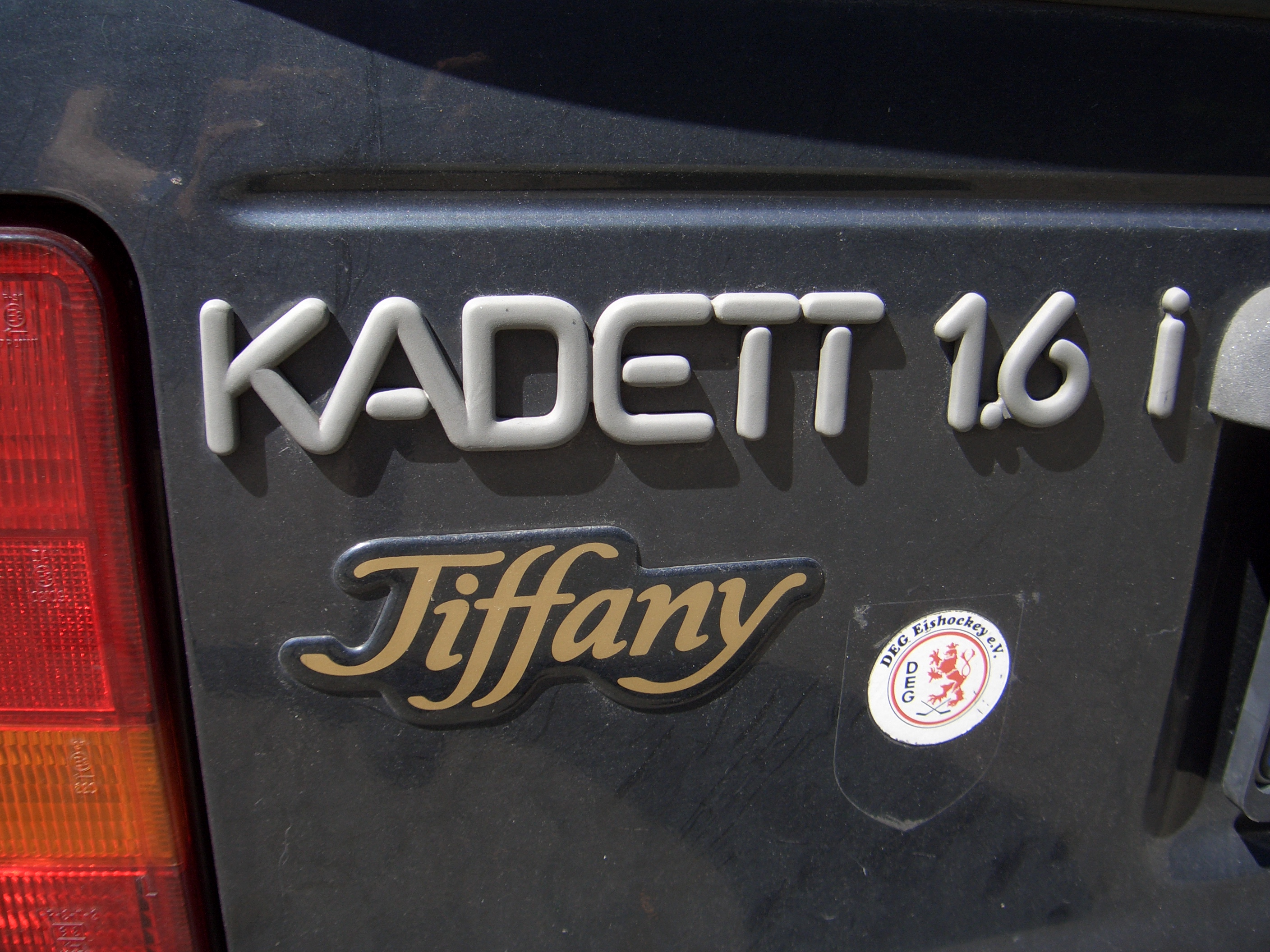
Opel Kadett Tiffany
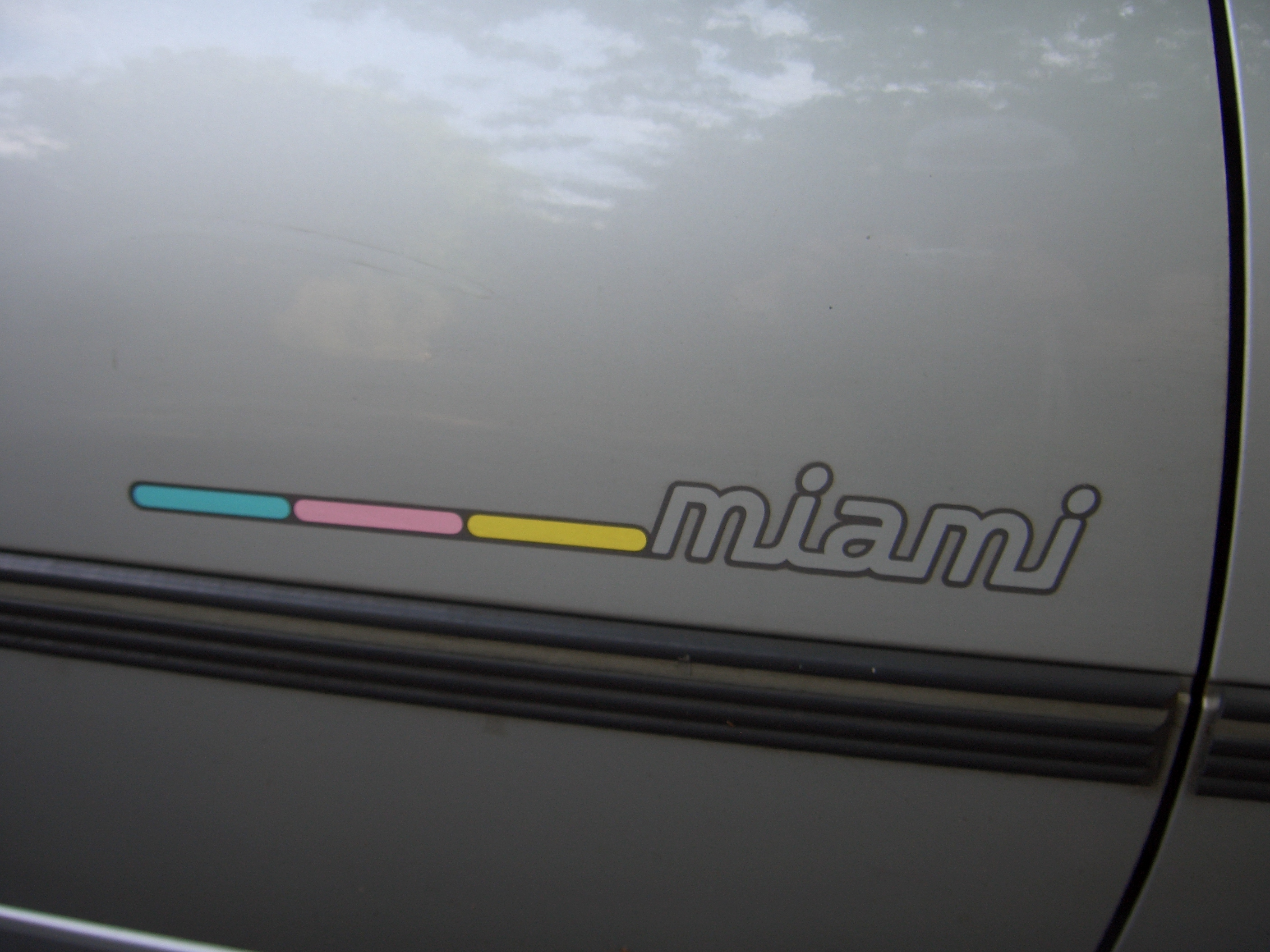
Opel Kadett Miami
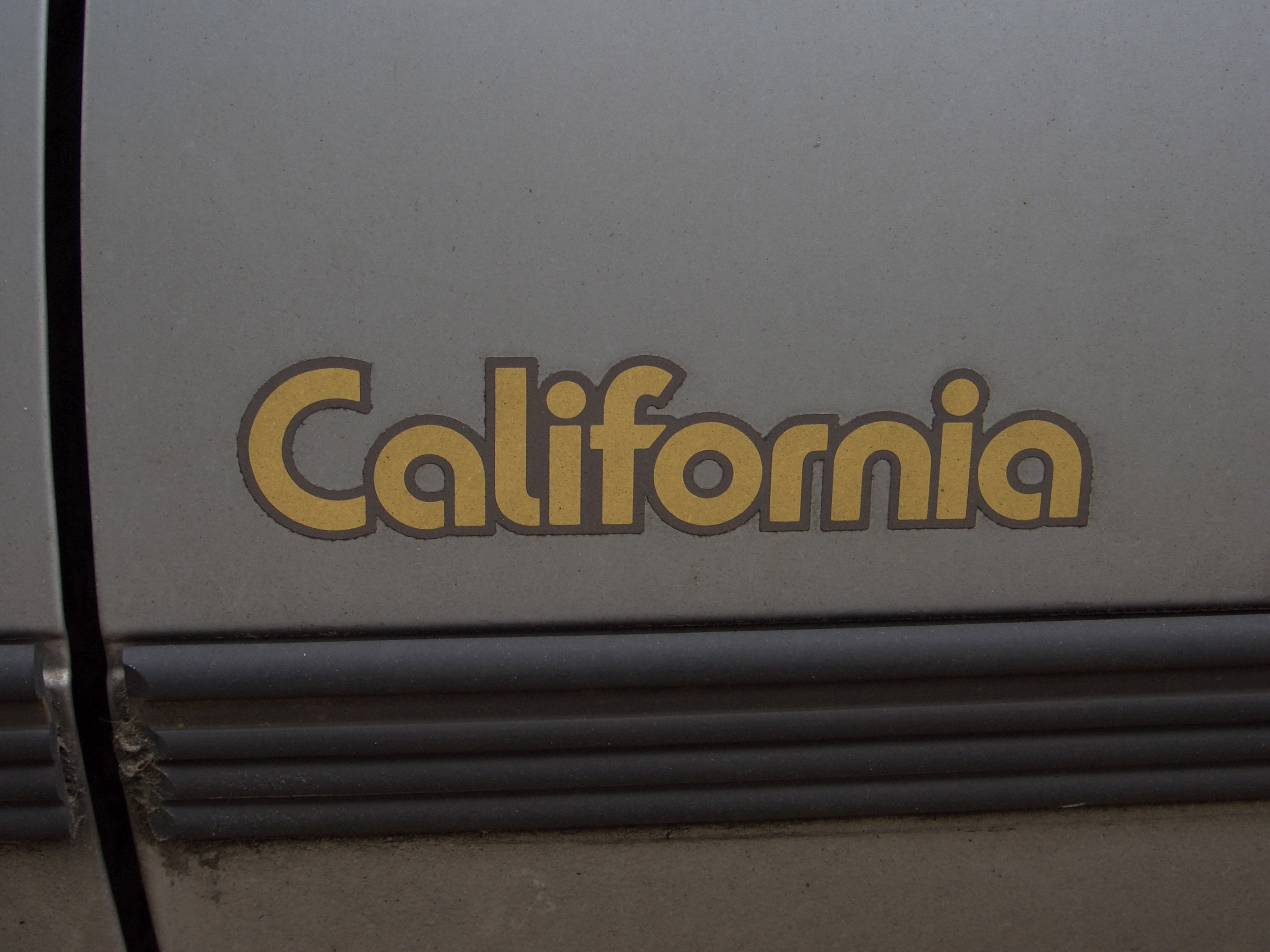
Opel Kadett California
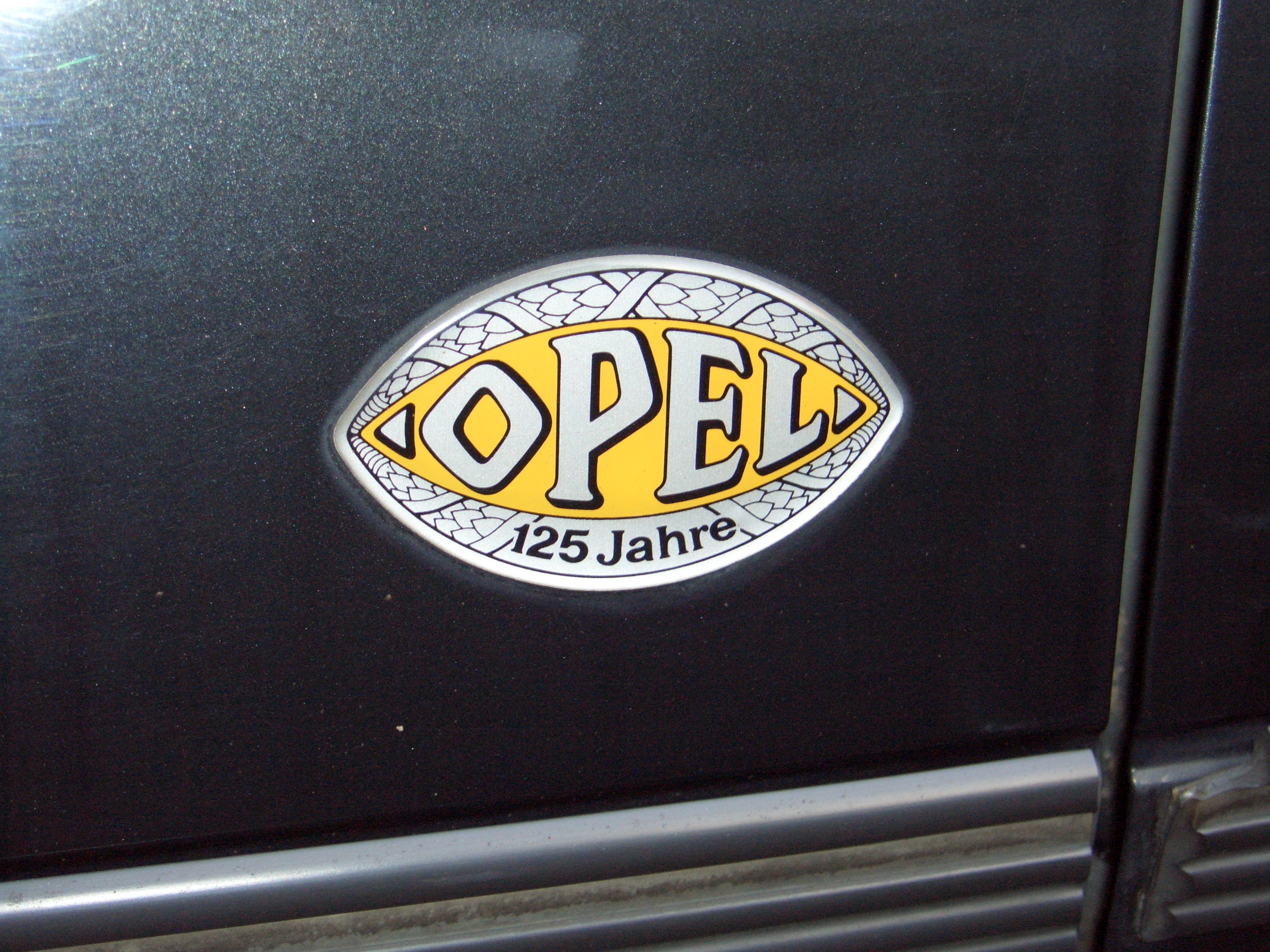
Opel Kadett Jubilee
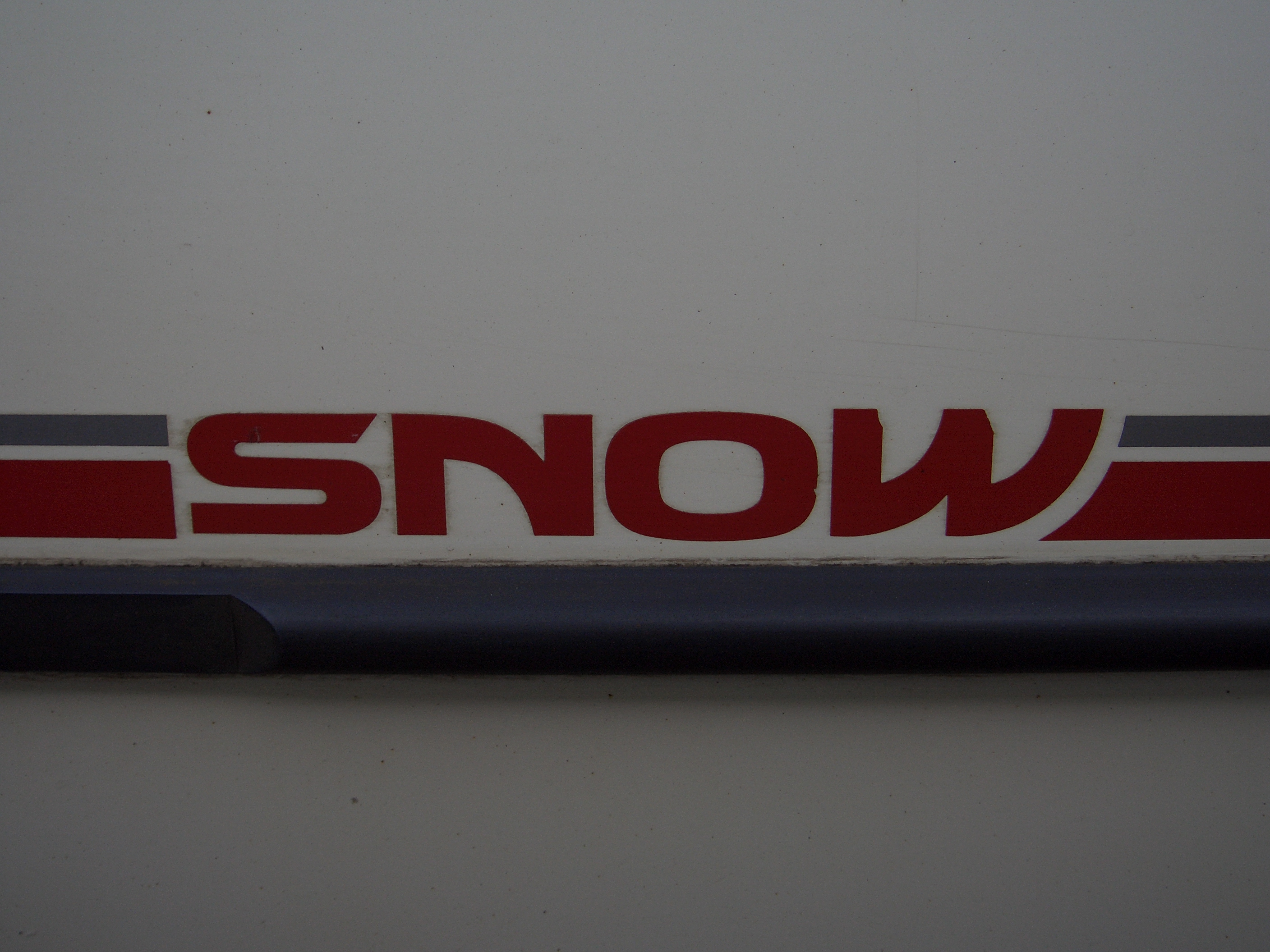
Opel Kadett Snow
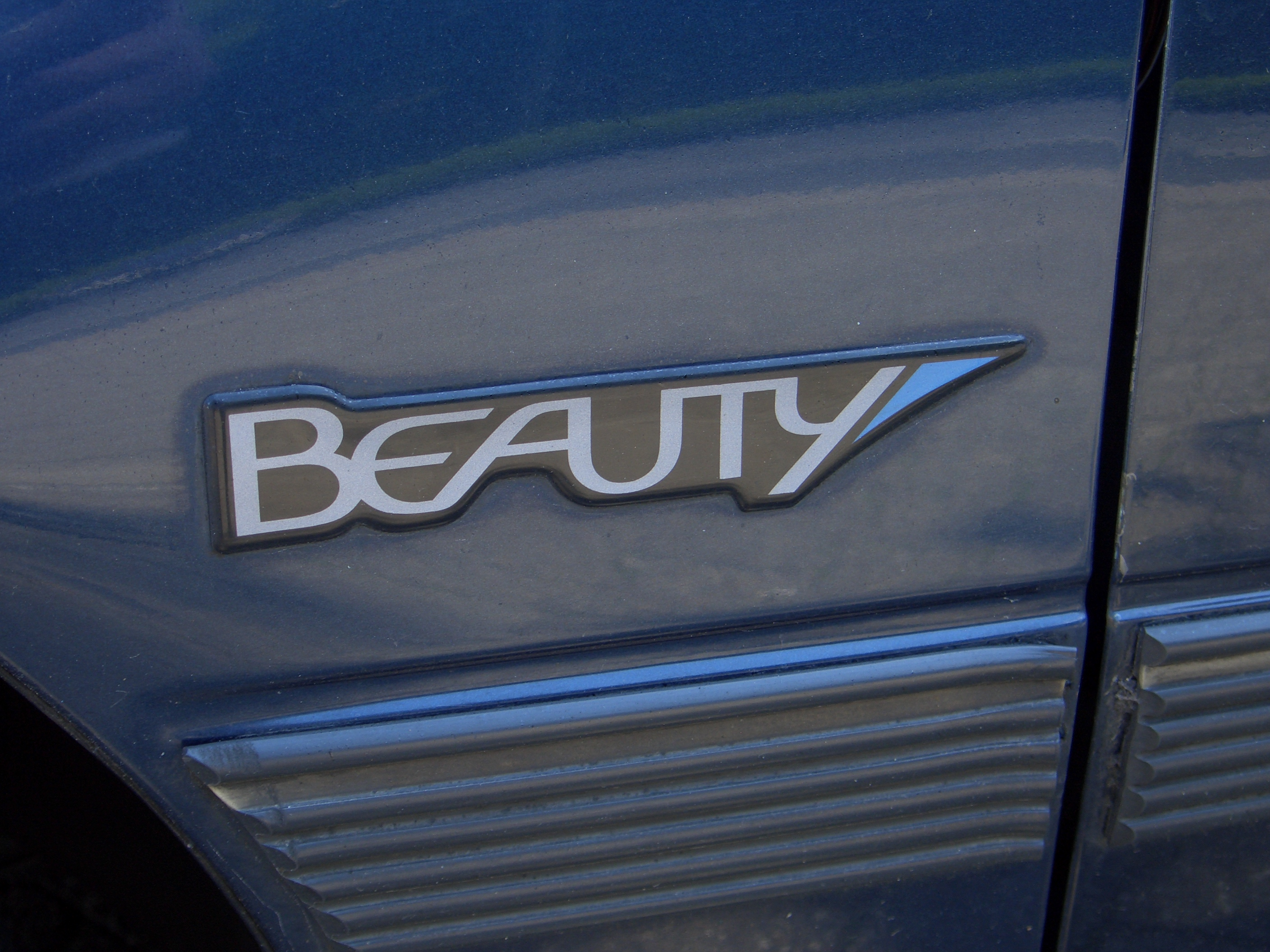
Opel Kadett Beauty
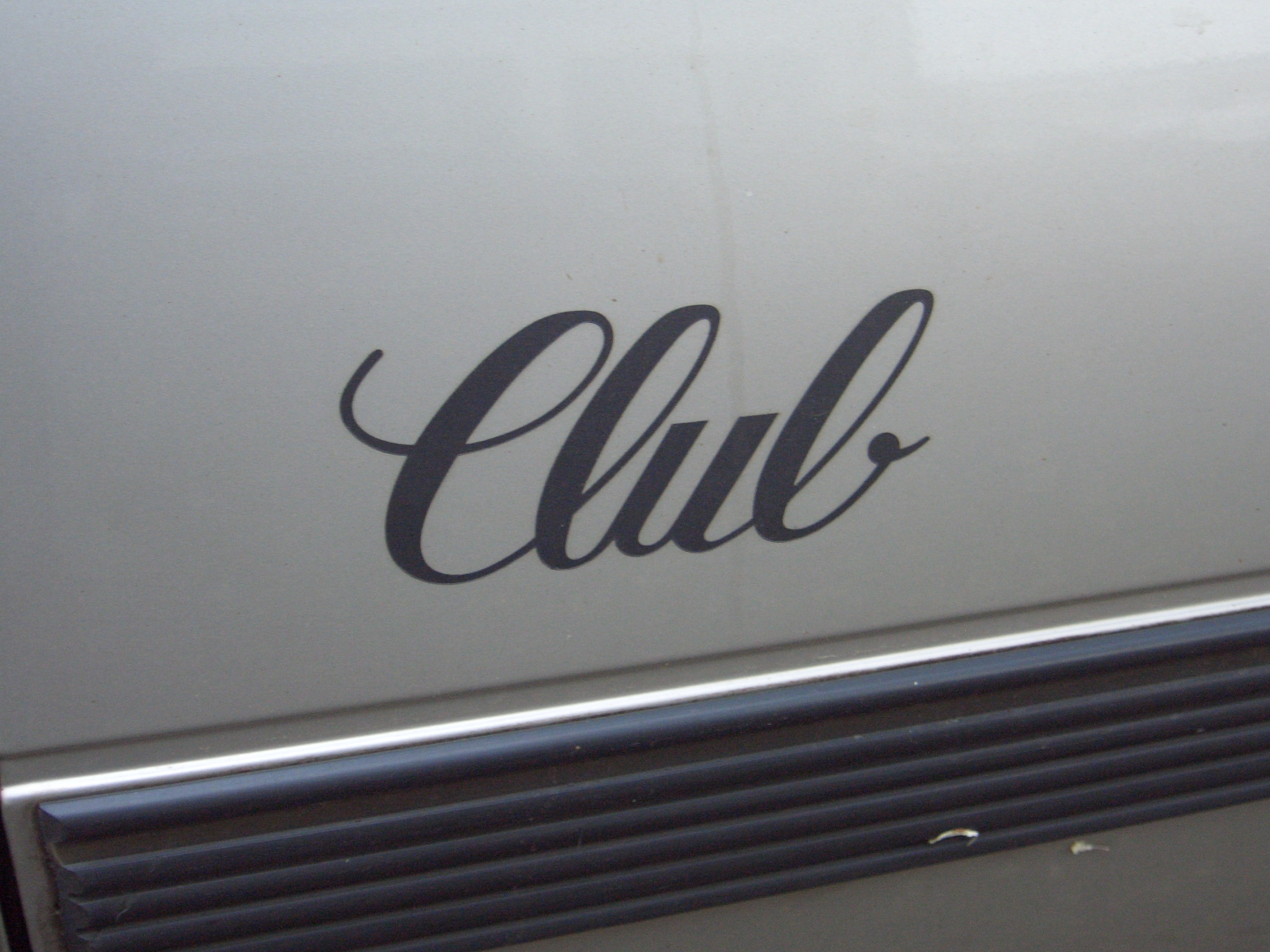
Opel Kadett Caravan Club
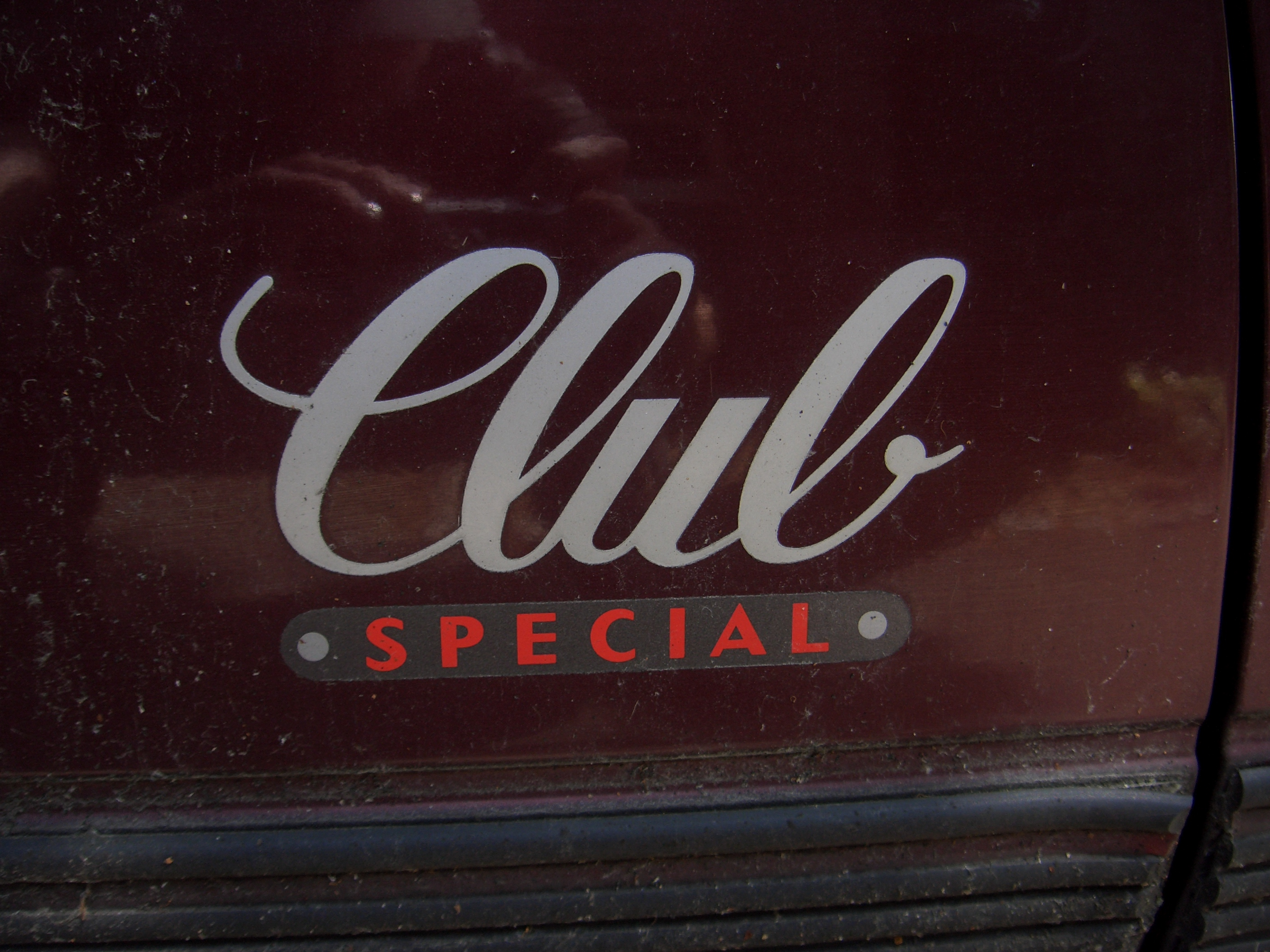
Opel Kadett Caravan Club Special
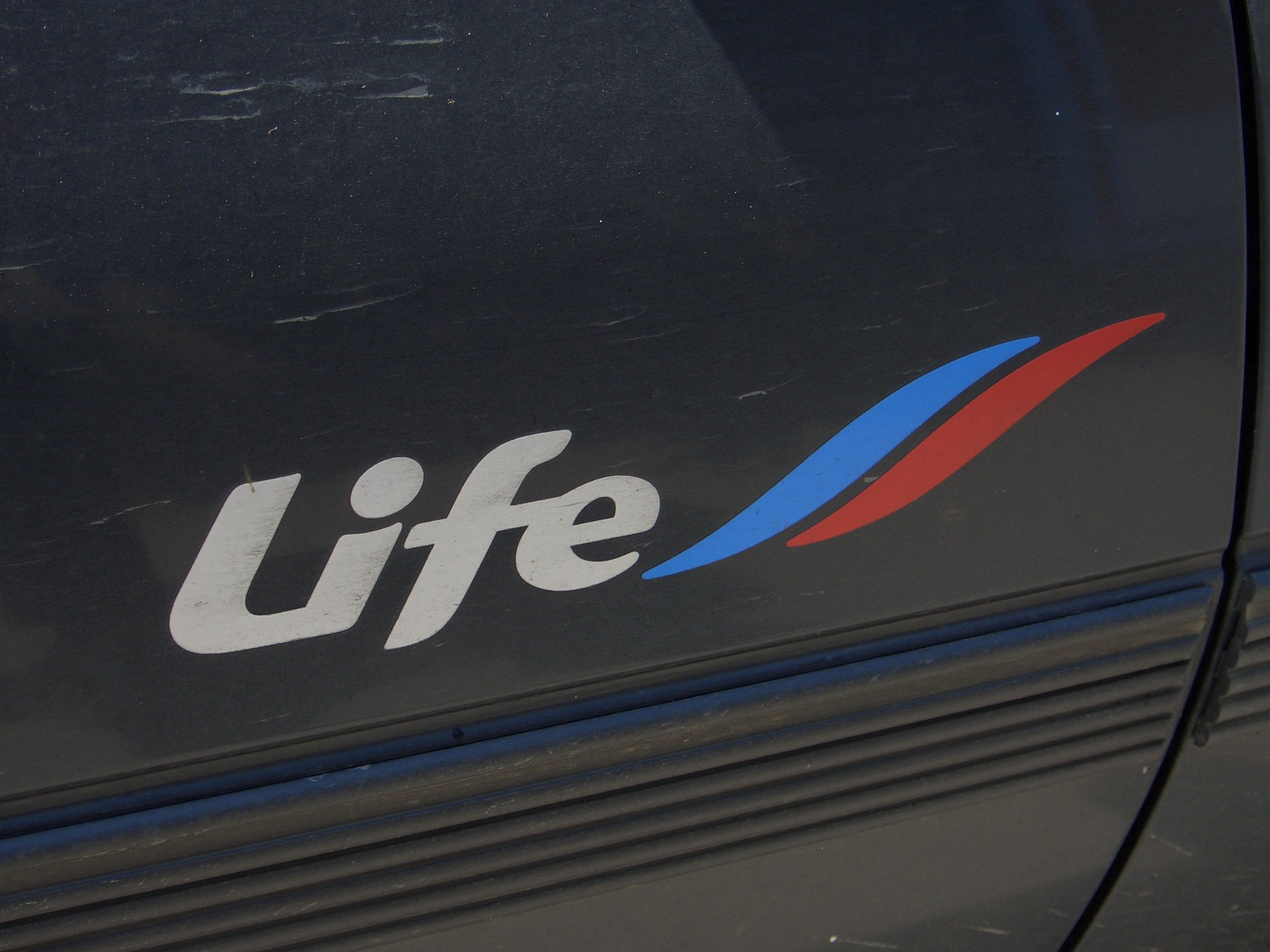
Opel Kadett Life
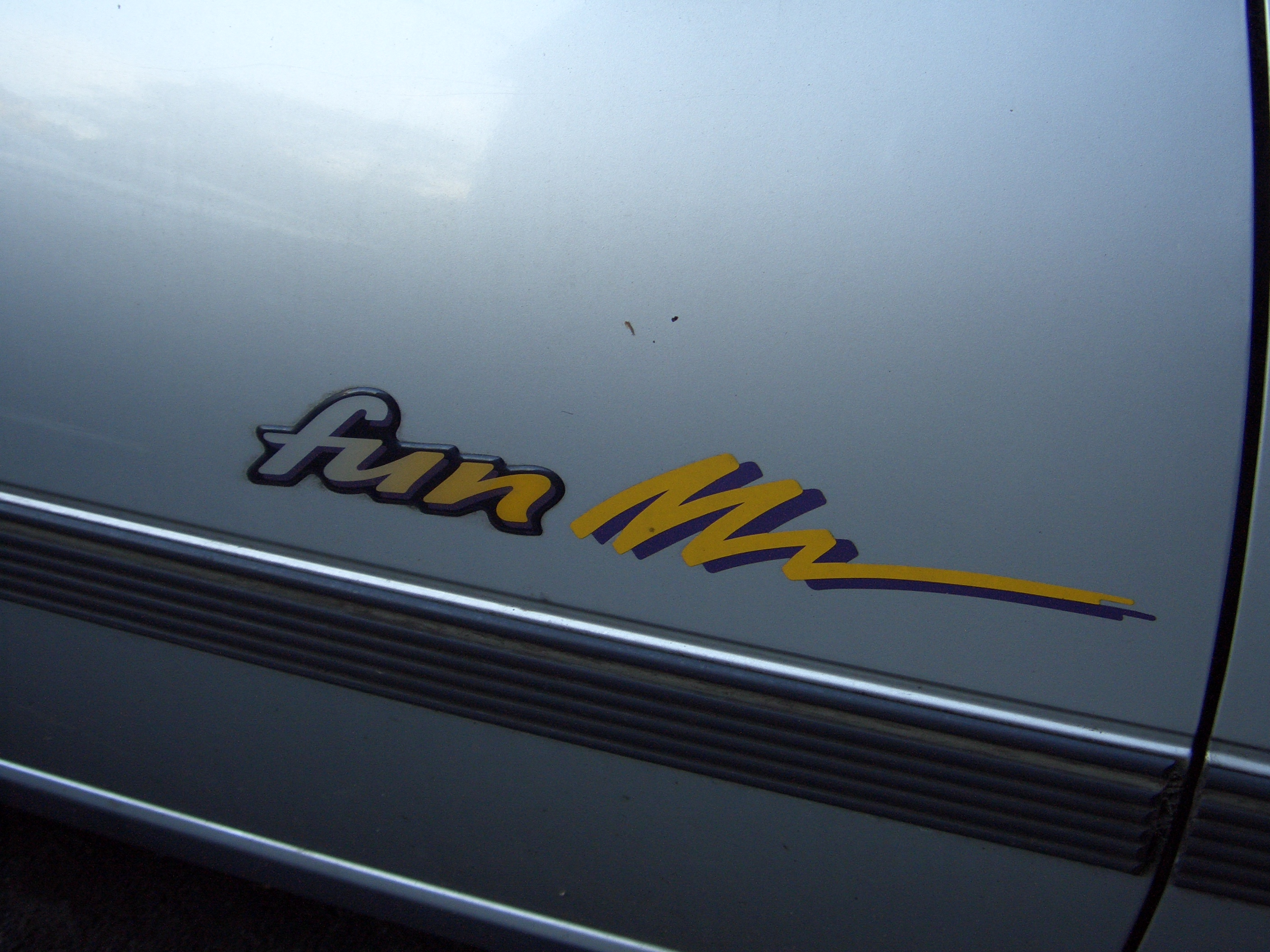
Opel Kadett Fun
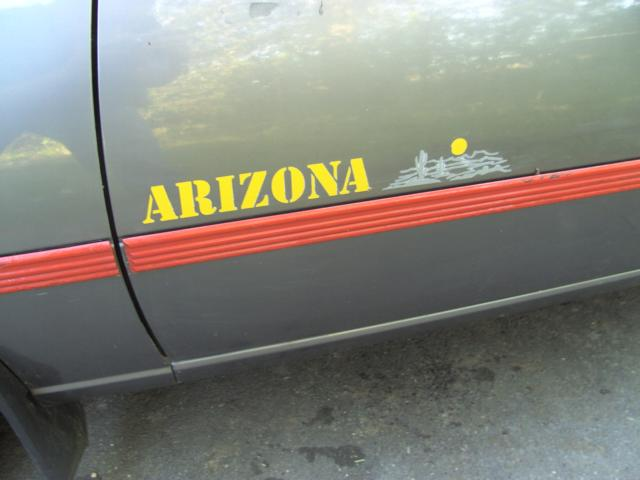
Opel Kadett Arizona

### Kadett GSi

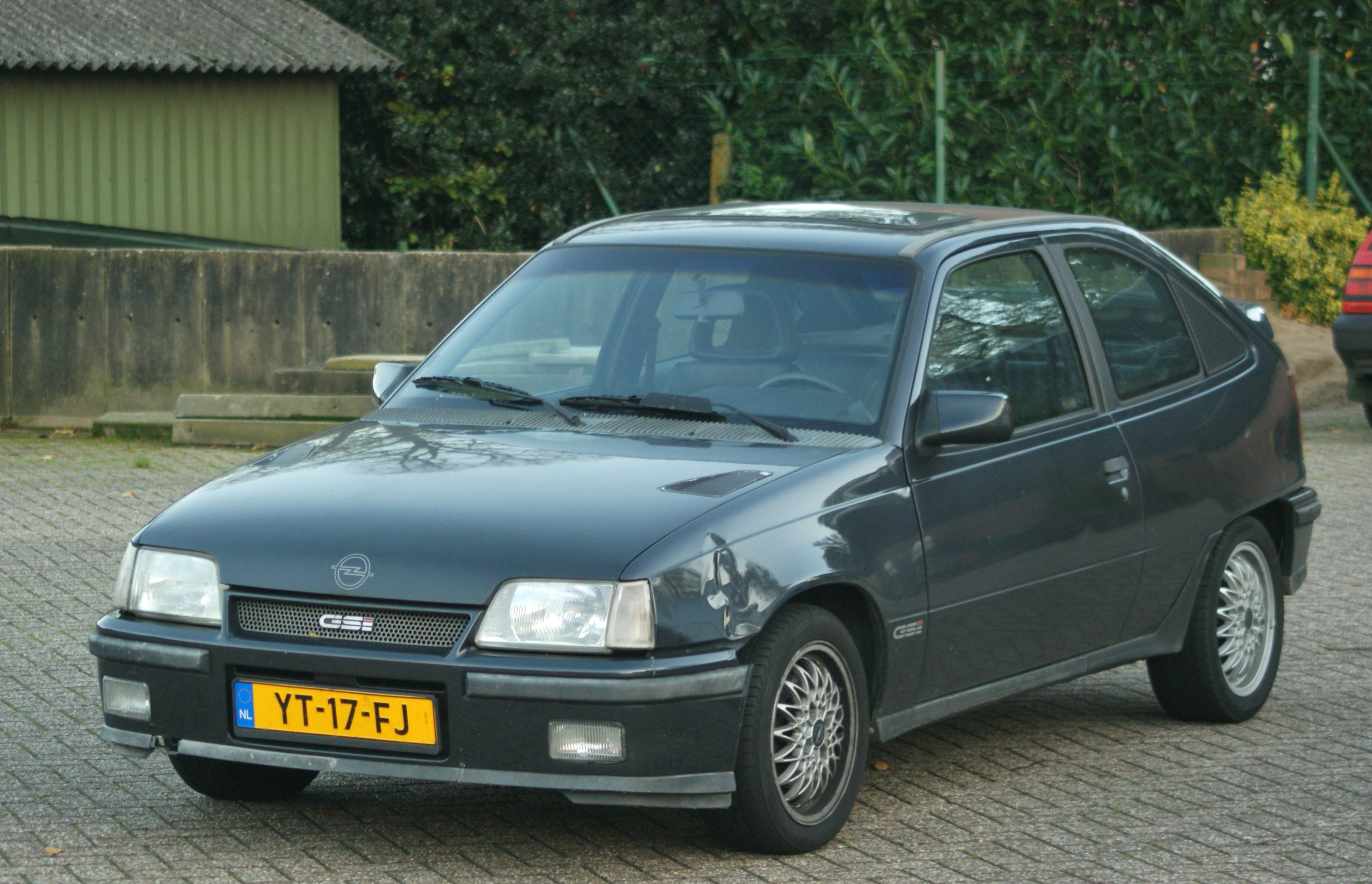
Opel Kadett GSi (1990)

Der Opel Kadett E GSi (Grand Sport injection) wurde anfangs nur als Schrägheck und ab 1987 auch als Cabriolet angeboten. Er wurde zu Beginn mit einem 1,8-Liter-Ottomotor (interne Kennung: 18E) mit 85 kW (115 PS) Leistung ohne Katalysator verkauft. Ab 1986 wurde er zusätzlich mit dem 74 kW (100 PS) starken Motor C18NE angeboten. Zum Modelljahr 1987 entfielen die 1,8-Liter-Motoren und wurden durch zwei verschiedene 2,0-Liter-Motoren (C20NE mit Katalysator 85 kW/115 PS und 20SEH ohne Katalysator 95 kW/130 PS) ersetzt.
Der Kadett GSi hat Gasdruckstoßdämpfer und gegenüber den anderen Modellen straffere und um ca. 15 mm kürzere Federn. Die Motoren des Kadett GSi haben einen Ölkühler mit Thermostat. Der Kadett GSi wurde auf Wunsch mit Antiblockiersystem und Servolenkung ausgeliefert. Die Version ohne Servolenkung hat einen Lenkungsdämpfer. An der Vorderachse ist der Opel Kadett GSi mit innenbelüfteten Scheibenbremsen ausgestattet.
Die Stoßstangen sind voluminöser gestaltet. An den Seitenschwellern sind Kunststoffverkleidungen angebracht. Die Seitenschutzleisten sind schmaler, in die Motorhaube wurden Entlüftungselemente integriert, die Heckleuchten wurden durch eingelassene Kunststoffstreifen abgedunkelt. Ferner ist die Nebelschlussleuchte im hinteren Stoßfänger integriert, wodurch der Kadett GSi zwei Rückfahrscheinwerfer hat. Der Heckscheibenwischer wurde wegen des Heckflügels verlegt und durch ein Loch in der Heckscheibe angetrieben. Außer den B-Säulen ist auch die Heckklappe zwischen den Rückleuchten mit schwarzer Folie beklebt. Die Opel-Embleme sind auf der Motorhaube sowie an der Heckklappe als Folie angebracht. Durch diese Maßnahmen unterscheidet sich die GSi-Variante äußerlich von den Grundmodellen.
Als Zubehör waren elektrische Fensterheber, elektrisch verstell- und beheizbare Außenspiegel sowie ein Bordcomputer verfügbar. Der Bordcomputer zeigt den Momentanverbrauch, Tankreichweite, Durchschnittsgeschwindigkeit, Durchschnittsverbrauch, Stoppuhr und die Uhrzeit an.
Im Innenraum unterscheidet sich der Kadett GSi ebenfalls unter anderem durch Sportsitze, LCD-Instrumente, Dreispeichen-Lenkrad mit GSi-Emblem, Check-Control-System im oberen Bereich des Armaturenbretts, außerdem durch geänderte Sitzbezüge sowie zwei Leseleuchten und Türverkleidungen von den Grundmodellen. Als besonderes Extra gab es auf Wunsch mit Conolly-Leder bezogene Sitze und Seitenverkleidungen.
In der dreitürigen Schrägheckversion erreicht der GSi einen Luftwiderstandsbeiwert (cw) von 0,30, was damals in der Kompaktklasse von keinem anderen Fahrzeug erreicht wurde (Golf II GTI: 0,37). Dieser Wert ist auch Beweis dafür, dass die im Windkanal geprüften Kunststoffanbauteile der GSi-Variante nicht nur dem sportlichen Aussehen dienten, sondern auch eine aerodynamische Funktion hatten und sowohl den Auftrieb verminderten als auch den Luftwiderstand verringerten. Der Kadett mit Schrägheck ohne „Verspoilerung“ erreicht einen Luftwiderstandsbeiwert von 0,32.
Der Bestand an Kadett GSi hat sich in Deutschland in den letzten Jahren drastisch verringert. An den jeweiligen Stichtagen war die folgende Anzahl an Fahrzeugen beim Kraftfahrt-Bundesamt angemeldet:
Mit 18E-Motor (Hersteller-/Typschlüsselnummer 0039/642):
- 1. Januar 2008: 165[5]
- 1. Januar 2009: 150[6]
- 1. Januar 2010: 132[7]
- 1. Januar 2011: 133[8]
- 1. Januar 2012: 117[9]
- 1. Januar 2013: 108[10]
- 1. Januar 2014: 100[11]

Mit C20NE-Motor (Hersteller-/Typschlüsselnummer 0039/673):
- 1. Januar 2008: 1255[5]
- 1. Januar 2009: 1010[6]
- 1. Januar 2010: 785[7]
- 1. Januar 2011: 644[8]
- 1. Januar 2012: 545[9]
- 1. Januar 2013: 468[10]
- 1. Januar 2014: 411[11]
- 1. Januar 2019: 298
- 1. Januar 2021: 290[12]
- 1. Januar 2022: 299[13]
- 1. Januar 2023: 293
- 1. Januar 2024: 294

#### Daten C20NE-Motor
- Bauform: R4
- Ventilsteuerung: Obenliegende Nockenwelle mit Zahnriemenantrieb
- Anzahl der Ventile: 8
- Hub × Bohrung (mm): 86,0 × 86,0
- Hubraum (cm³): 1998
- Leistung (kW/PS bei 1/min): 85/115 bei 5400
- Drehmoment (Nm bei 1/min): 170/3000
- Verdichtung: 9,2 : 1
- Motormanagement: Bosch Motronic ML 4.1, ab Modelljahr 1990: Bosch Motronic M 1.5
- Abgasreinigung: Geregelter Dreiwegekatalysator

### Kadett GSi 16V

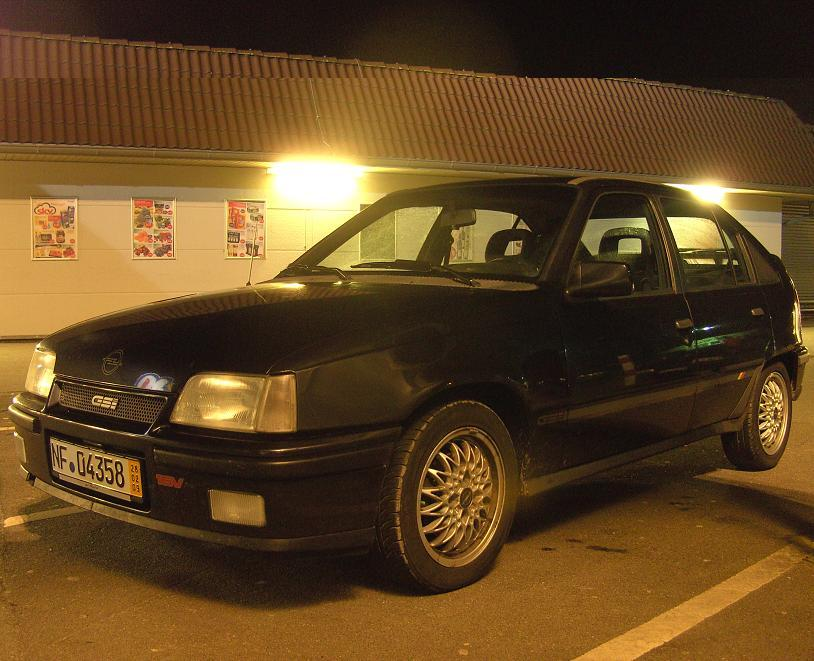
Opel Kadett GSi Champion 16V
(1990–1991)

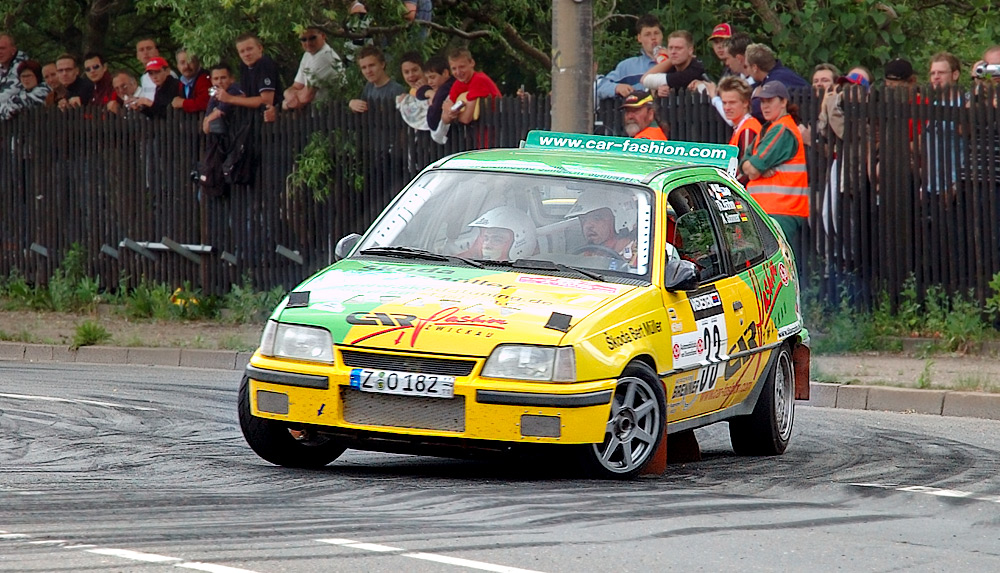
Modifizierter Opel Kadett GSi 16V im Rallye-Einsatz

Der Kadett GSi 16V kam im Frühjahr 1988 auf den Markt und ist das erste Opel-Großserienmodell mit vier Ventilen pro Zylinder. Die Besonderheit des Motors (interne Kennung: C20XE für die Varianten mit geregeltem Katalysator) ist die gemeinsame Entwicklung des sehr aufwendig gestalteten Zylinderkopfs mit Cosworth in England. Der Motor hat im Gegensatz zum GSi 8V 2,0 l (C20NE) einen Fächerkrümmer sowie eine Klopfregelung. Im Vergleich zum C20NE ist auch das Saugrohr wesentlich aufwendiger gestaltet.
Der Kadett GSi 16V ist in zahlreichen Punkten an die Leistung des Motors angepasst. So wurde die Hinterachse mit Scheibenbremsen (Zweikolbenfestsattel) statt Trommelbremsen ausgestattet. Außerdem wurden vorn ein verstärkter Stabilisator eingebaut und an der Verbundlenker-Hinterachse ein Zusatzstabilisator. Die Karosserie des Kadett 16V hat einen durchgehenden mittleren Querträger vorn und einen flacheren unteren Querträger vorn, wodurch der etwas schmalere, aber höhere Kühler Platz fand. Außerdem sind die Radhäuser im oberen Bereich am Übergang zur A-Säule verstärkt. Auch an der Lenkung und am Fahrwerk gibt es Modifikationen. Das Fünfgang-Schaltgetriebe (F20) des Kadett 16V wurde ebenfalls der Leistung des Motors angepasst. Der Wagen hatte einen Strömungswiderstandskoeffizienten (cw) von 0,30 und eine Stirnfläche von 2,03 m², was eine Luftwiderstandsfläche von 0,61 m² ergibt.
Die Innenausstattung weicht durch einen anderen Schaltknauf (aus Leder) sowie das 16V-Emblem auf dem Lenkrad vom GSi 2.0 ab. Äußerlich ist der Kadett GSi 16V vom Kadett GSi durch ein 16V-Zeichen an der Frontschürze sowie an der Heckklappe zu unterscheiden. Außerdem hat er einen Endschalldämpfer mit rechteckigen Doppelendrohren.
Das Sondermodell Kadett GSi Champion, das wie der Serien-GSi mit dem 2.0i 8V (C20NE), wie auch mit dem 2.0i 16V (C20XE) erhältlich war, wurde ab April 1990 angeboten. Zu Beginn war er nur dreitürig lieferbar und hatte eine serienmäßige englische Connolly-Lederausstattung mit Ledersitzen von Recaro sowie lederbezogene Türverkleidungen. Mit Beginn des Modelljahres 1991 im September 1990 war das Sondermodell Champion nicht mehr nur als Dreitürer, sondern auch als Fünftürer erhältlich. Für alle Champion gab es nun eine Veloursstoffausstattung ab Werk. Die weiterhin nur für den dreitürigen Kadett GSi Champion verfügbare Lederausstattung kostete nun 2400 DM Aufpreis. Allerdings konnte auch der fünftürige GSi mit einer Lederausstattung bestellt werden, jedoch nicht für das fünftürige Sondermodell Champion. Lediglich das fünftürige Basismodell GSi konnte mit Leder ausgestattet werden. Jedoch kostete die Lederausstattung für den Fünftürer über 1200 DM mehr als für den Dreitürer. Damit kostete der Fünftürer GSi 16V ohne weitere Extras schon ca. 40.000 DM. Die fünftürige Variante mit Vollausstattung im Originalzustand ist daher heute eine Rarität, nicht zuletzt deshalb, weil der Fünftürer wesentlich seltener verkauft wurde als der Dreitürer. Ebenfalls serienmäßig beim Kadett GSi Champion waren die 15-Zoll-Leichtmetallräder mit Kreuzspeichen mit 185/55 R 15 Reifen. Es war außer dem Kadett Cabrio Spezial Edition das einzige deutsche Kadett-Modell mit serienmäßigen 15-Zoll-Rädern.
Der Bestand an Kadett GSi 16V (Hersteller-/Typschlüsselnummer 0039/773) in Deutschland hat sich in den letzten Jahren drastisch verringert. An den jeweiligen Stichtagen war die folgende Anzahl an Fahrzeugen beim Kraftfahrt-Bundesamt angemeldet:
- 1. Januar 2008: 880[5]
- 1. Januar 2009: 712[6]
- 1. Januar 2010: 630[7]
- 1. Januar 2011: 553[8]
- 1. Januar 2012: 484[9]
- 1. Januar 2013: 430[10]
- 1. Januar 2014: 410[11]
- 1. Januar 2019: 383
- 1. Januar 2021: 398[14]
- 1. Januar 2022: 411[15]
- 1. Januar 2023: 404
- 1. Januar 2024: 412

#### Daten C20XE-Motor
(C = mit geregeltem Katalysator, Euro 1, 20 = 2,0 Liter, X = > 10,5–11,5:1, E = Einzeleinspritzung (Saugrohr))
- Bauform: R4
- Ventilsteuerung: Zwei obenliegende zahnriemengetriebene Nockenwellen
- Anzahl der Ventile: 16
- Hub × Bohrung (mm): 86,0 × 86,0
- Hubraum (cm³): 1998
- Leistung (kW/PS bei 1/min): 110/150 bei 6000
- Drehmoment (Nm bei 1/min): 196/4800, ab Modelljahr 1993: 196/4600
- Verdichtung: 10,5 : 1
- Motormanagement: Bosch Motronic M 2.5, ab Modelljahr 1993: Bosch Motronic M 2.8
- Abgasreinigung: Geregelter Dreiwegekatalysator

#### Fahrleistungen
Die Werksangaben für den Kadett GSi 16V lauteten 7,9 s für die Beschleunigung von 0 auf 100 km/h und 217 km/h Höchstgeschwindigkeit.

#### Konkurrenzmodelle
Der Kadett GSi 16V war seinerzeit mit 110 kW (150 PS) seinem direkten Konkurrenzmodell, dem Golf II GTI 16V, dessen Motor in der Version mit Katalysator noch 95 kW (129 PS) leistete, im Bereich der Fahrleistungen weit überlegen und benötigte gleichzeitig weniger Kraftstoff als andere Konkurrenzmodelle.

### Besonderheiten des GT und Frisco Modells/Caravan Club Special
Der Kadett E als GT und Frisco hat eine leicht veränderte, kürzere Getriebeübersetzung und einige besondere Ausstattungsmerkmale. So etwa modifizierte Stoßfänger (ab Modelljahr 1987), Sportsitze und einen serienmäßigen Drehzahlmesser.
Das Modell Frisco wurde zusätzlich mit ABS serienmäßig ausgestattet. Darüber hinaus gab es beim Frisco auf Wunsch eine hydraulische Servolenkung, sowie eine Sitzhöhenverstellung und die Seitenverkleidungen hinten (nur Dreitürer) passend zum Polsterbezug im gleichen Material bezogen.
Das Modell GT und Frisco wurden ausschließlich mit dem bekannten 1,6i-Motor (C16NZ – 55 kW/75 PS) und dem 1990 erstmals erhältlichen 1,8i Motor (C18NZ – 66 kW/90 PS) ausgerüstet. Die GT-Version gab es zwischen 1986 und 1987 mit dem C16LZ, ab Mitte 1987 wurde der C16NZ verbaut. Das 2,0-l-Triebwerk (85 kW/116 PS) war bei beiden Modellen nur in der Stufenheckvariante erhältlich.
Beim GT gab es drei Evolutionsstufen:
- GT 1 (Modelljahr 1985–1986): graue Stoßstangen, mit grauen Seitendekor unterhalb der Seitenleiste, Heckspoiler grau, GT-Logo in Wagenfarbe auf vorderen Türen, Innenausstattung mit Polster Lyon mit Türverkleidungen in Kunstleder, Motoren: 13S, 16SH, C18NT (1985), C18NE (1986);
- GT 2 (Modelljahr 1987 bis 1989 1/2): Stoßstangen mit Verkleidung in Wagenfarbe, Stoßstangen und Seitenleisten mit roten Zierstreifen, Heckspoiler in Wagenfarbe, GT-Logo in grau oder anthrazit auf vorderen Türen, Innenausstattung mit Polster Lyon mit Türverkleidungen in Polsterstoff, auch als Stufenheck, Motoren 16SV (1987), C16LZ/NZ, E18NV, C20NE (nur GT Stufenheck), bis auf die Motoren und die geänderte Innenausstattung entspricht der GT 2 dem Kadett E-Sondermodell Sprint aus dem Modelljahr 1986;
- GT 3 (Modelljahr 1989 1/2 bis 1990): Stoßfänger in Wagenfarbe, Heckspoiler in Wagenfarbe, Polster Plaid/Sport, Motoren C16NZ, C18NZ und C20NE (nur Stufenheck), gilt ebenfalls für den Frisco.

Ähnlich dem GT war der Caravan in der Ausführung Club. Auch wenn die äußeren GT-Merkmale fehlten, so war das Motorenangebot ähnlich und auch die Innenausstattung entsprach dem Kadett GT. Ursprünglich war der Kadett E Caravan Club ein Sondermodell im Modelljahr 1987, welches auf Grund der großen Nachfrage als Serienmodell den Weg in das Angebot fand. Zum Modelljahr 1991 wurde auf Basis des Kadett Caravan Club das Sondermodell Club Special angeboten. Er hat die gleichen Ausstattungsmerkmale wie der Caravan Club, zusätzlich hat der Club Special die lackierten Frontstoßstange des Kadett GT sowie eine Heckschürzenverkleidung in Wagenfarbe. Weiterhin sind Außenspiegel in Wagenfarbe, Colorverglasung, Dachreling, Drehzahlmesser, Kassettenbox, Laderaumabdeckung und Radio SC202 an Bord. Die Motorenpalette erstreckt sich über den bekannten C16NZ, C18NZ und den sonst nur in der Limousine erhältliche C20NE.

### Besonderheiten des Kadett E Cabriolet

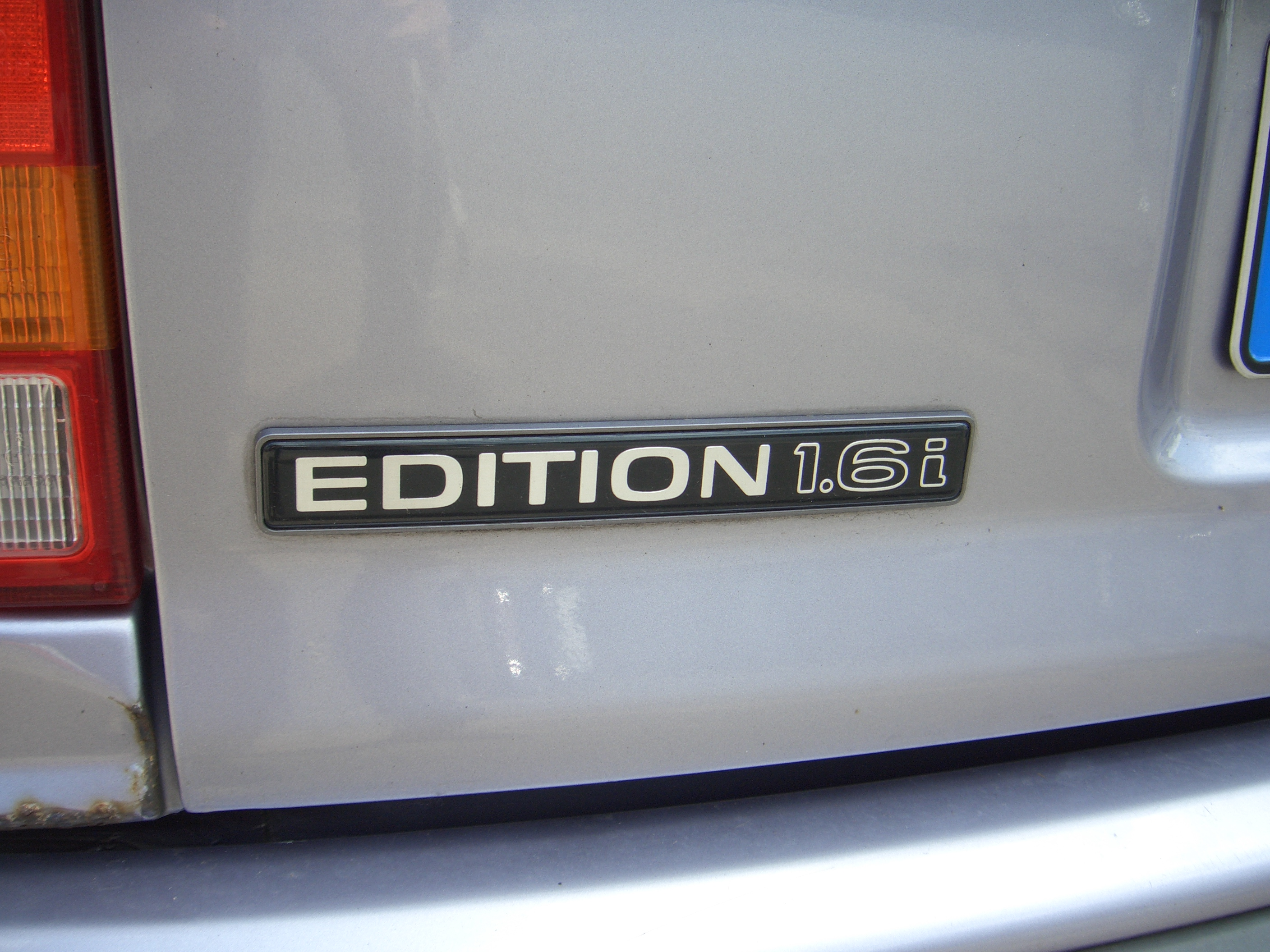
„Edition“-Logo des Kadett Cabriolet

Die bei Bertone in Turin produzierte Cabrio-Variante des Kadett E wurde ab August 1991 im Verkauf nur noch als Opel Cabrio (nur in den Zulassungspapieren weiterhin als Kadett) bezeichnet und auch in schwächeren Motorisierungsvarianten mit den Karosseriedetails des Kadett GSi ausgestattet.
Durch Produktionsprobleme des Nachfolgers Astra Cabrio wurde das Kadett Cabrio bis Mai 1993 produziert, während die Produktion der anderen Modelle schon im Juli 1991 eingestellt wurde. Kurz vor Produktionsende gab es vom Kadett Cabrio nur noch Sondermodelle. Sie hießen z. B. Edition Sportive, Edition Elegance, Edition Fun oder Bertone Edition.

## Internationale Modelle
Der Kadett E wurde als erstes in Deutschland entwickeltes Modell nach einer zwanzigjährigen Pause wieder auf dem amerikanischen Markt angeboten. Die dortige, äußerlich abgewandelte Variante hieß Pontiac LeMans und wurde von Daewoo in Südkorea produziert. Nach Auslaufen der von General Motors gesetzten Sperrfrist im Jahr 1995 wurde der Daewoo Nexia auch in Europa angeboten.
Der Wagen wurde auch unter folgenden Namen vertrieben:
- Vauxhall Astra (Schrägheck und Kombi, Großbritannien)
- Vauxhall Belmont (Stufenhecklimousine, Großbritannien)
- Bedford Astravan bzw. Astramax (Caravan als Lieferwagen bzw. Combo, Großbritannien), ab 1990 Vauxhall Astravan/Astramax
- Opel Monza (Limousine und Cabrio, Südafrika, nicht zu verwechseln mit dem größeren Opel Monza)
- Chevrolet Kadett (Brasilien)
- Chevrolet Ipanema (Kombi, Brasilien)

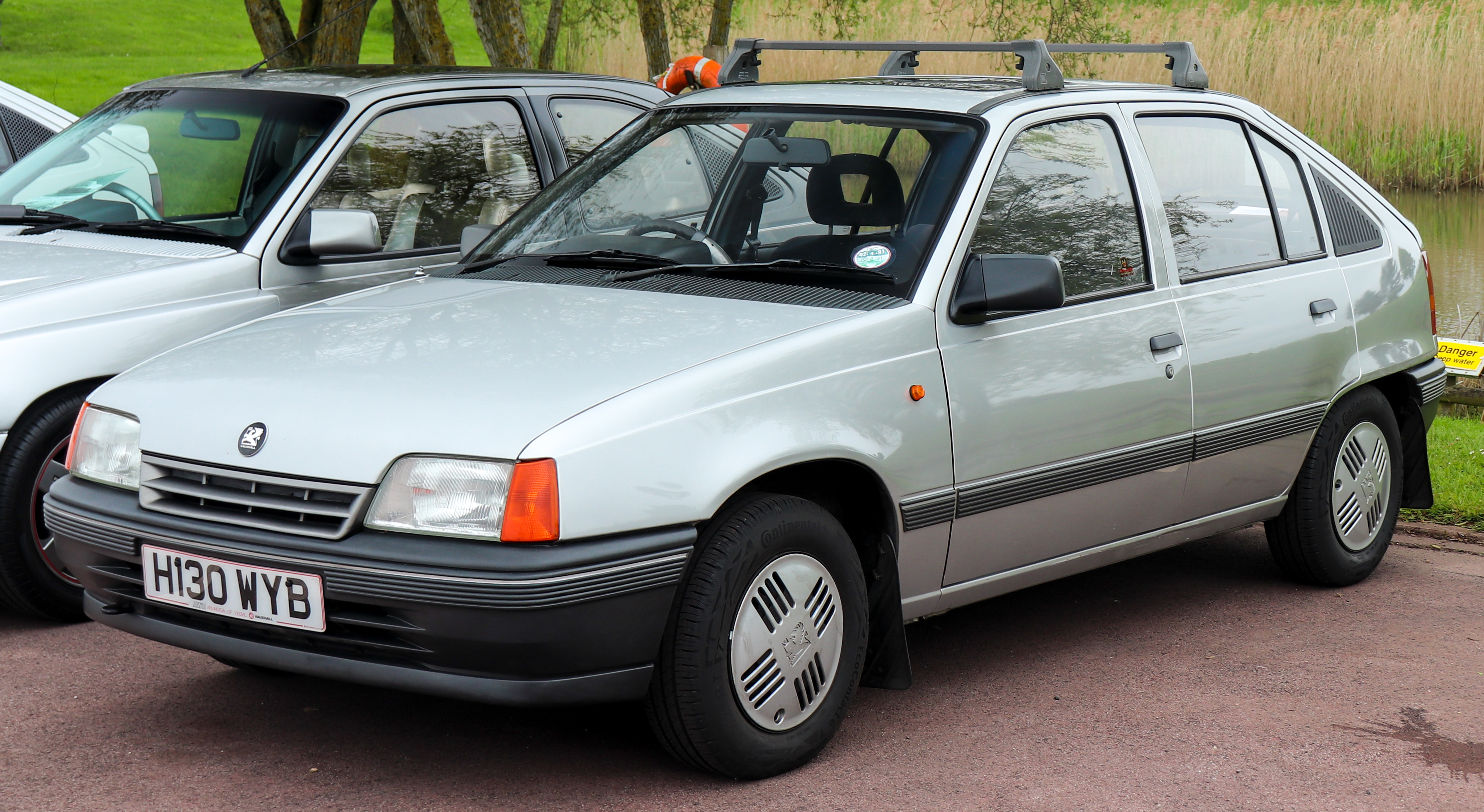
Vauxhall Astra Mk. II
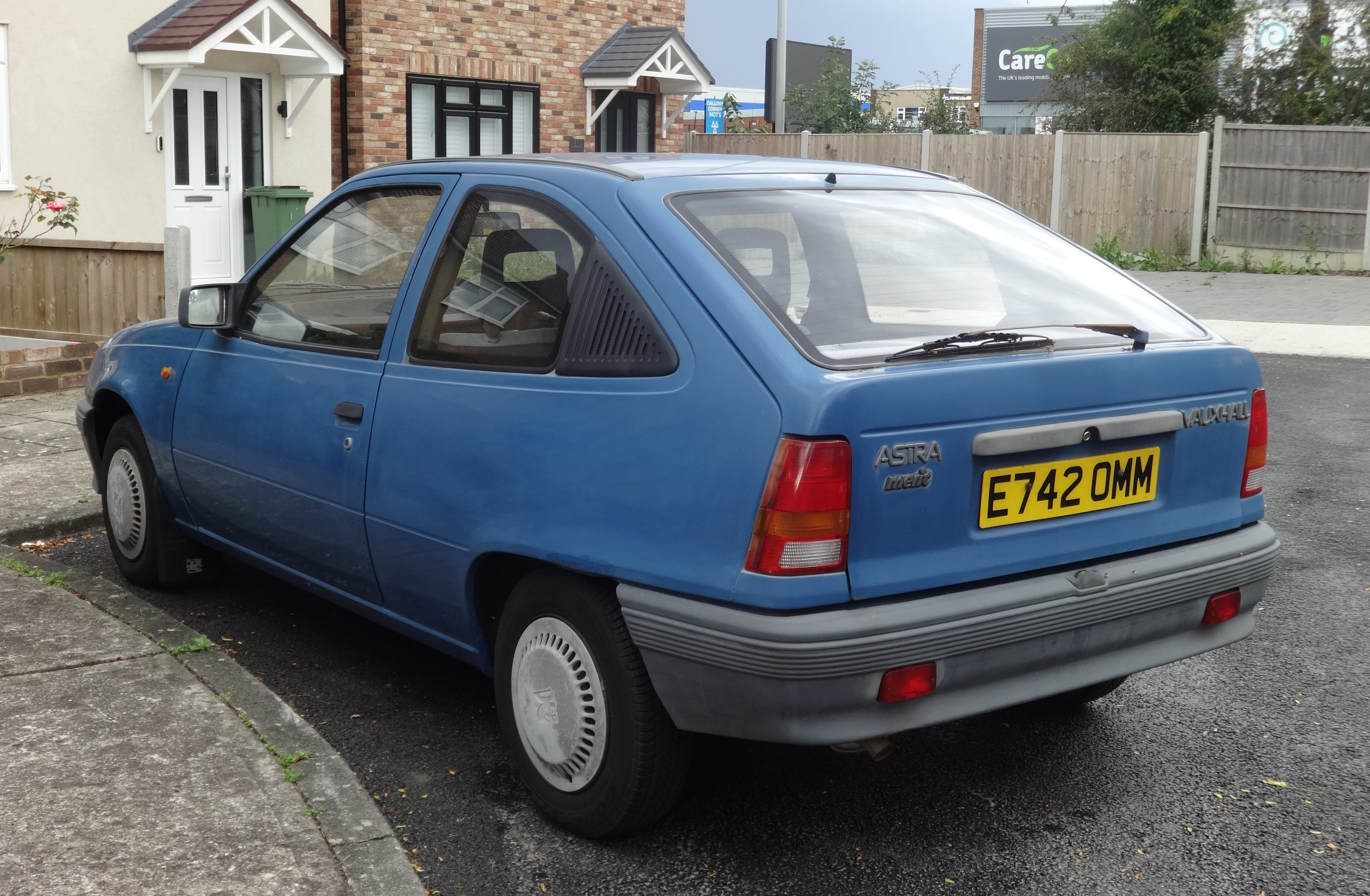
Vauxhall Astra Mk. II
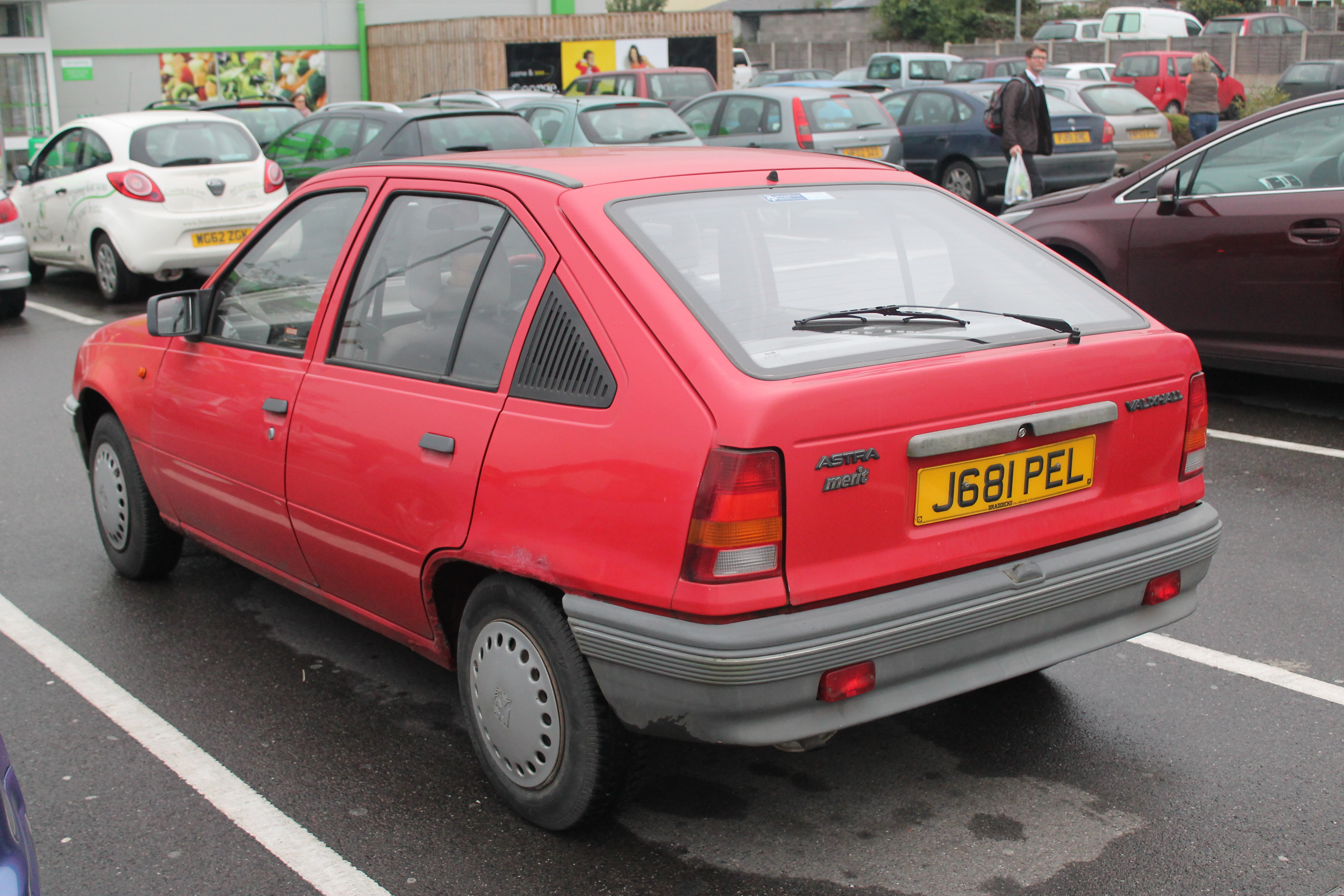
Vauxhall Astra Mk. II
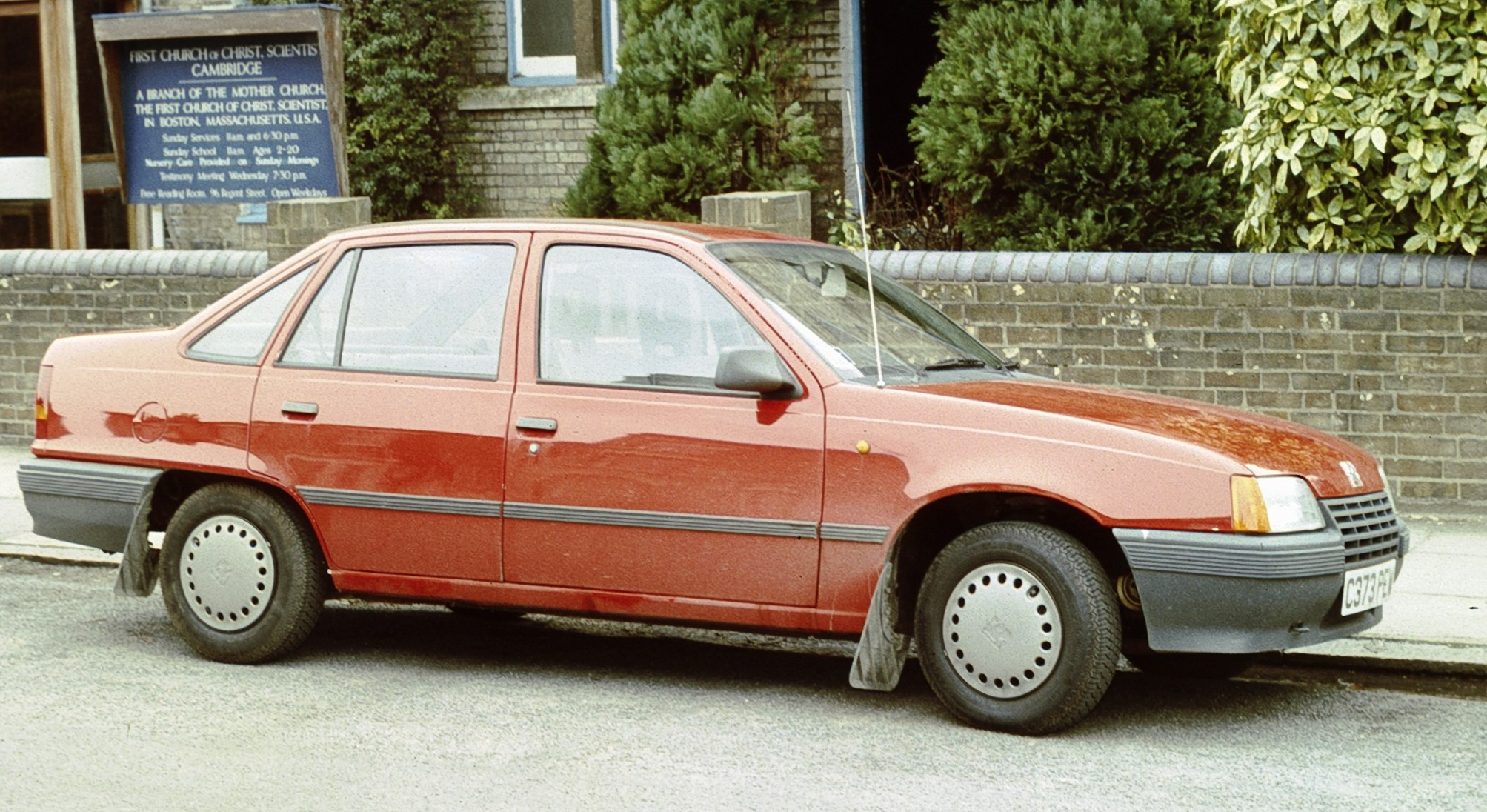
Vauxhall Belmont Mk. II
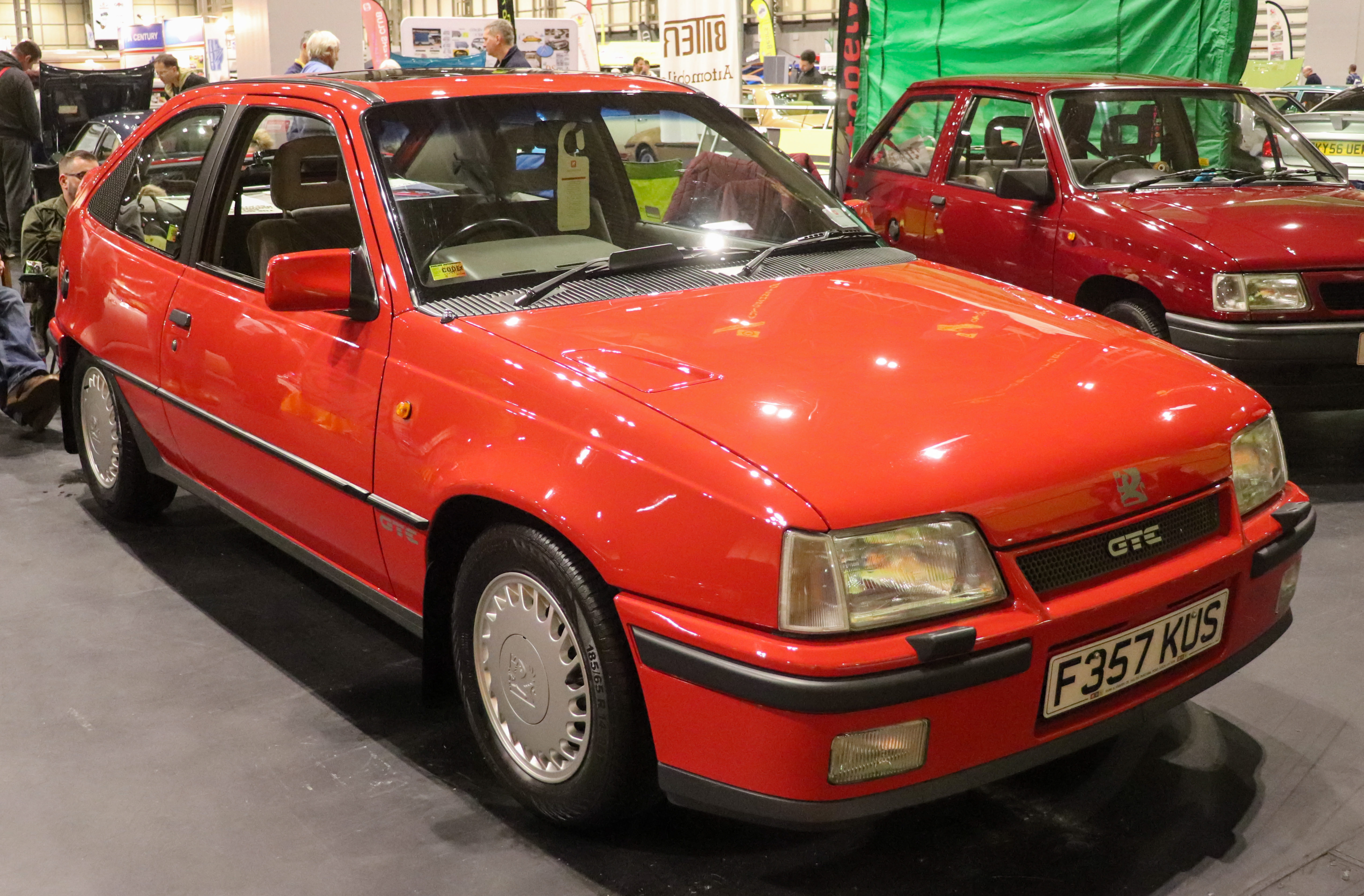
1989 Vauxhall Astra GTE 16V
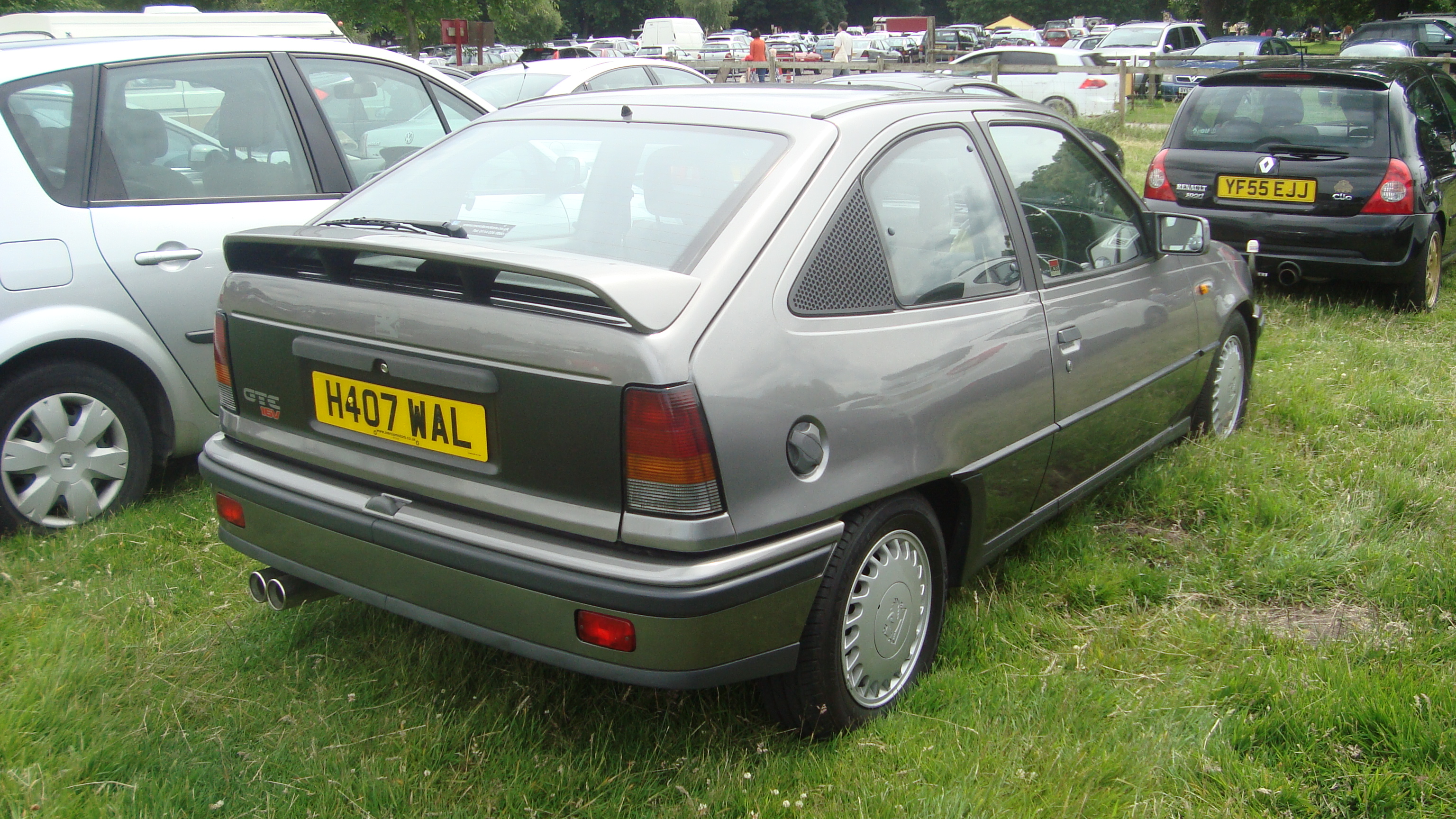
1989 Vauxhall Astra GTE 16V
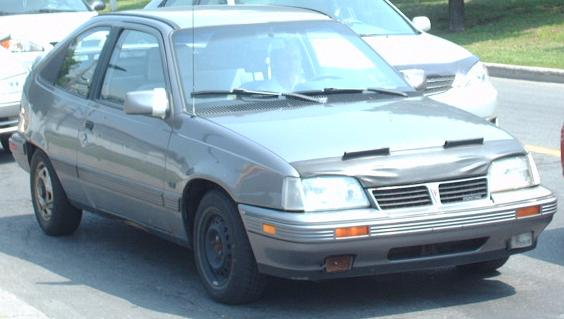
Pontiac LeMans
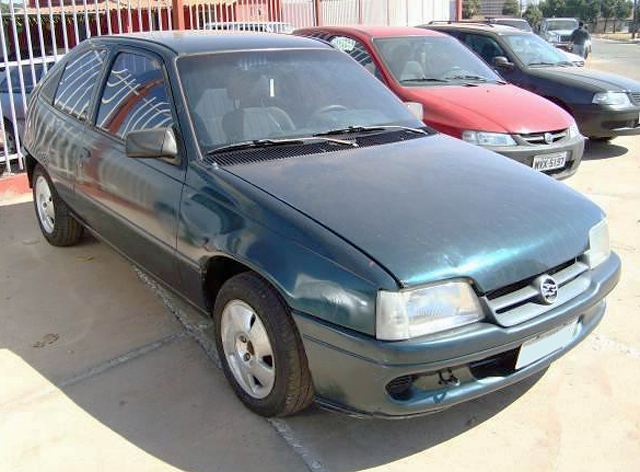
Chevrolet Kadett 2.0 GL

## Lizenznachbauten
Die Produktion fand größtenteils bei Daewoo in Südkorea statt. Später wurden die Modelle Nexia und Cielo außerdem noch im rumänischen Craiova und in Indien produziert. Das usbekische Unternehmen UzDaewoo fertigte den Nexia in einer überarbeiteten Form in seinem Werk in Asaka.
Der Kadett wird bzw. wurde als Basis für folgende Fahrzeuge genutzt:
- Daewoo LeMans (Südkorea, Osteuropa, Naher und Mittlerer Osten)
- Daewoo Racer (Südkorea, Osteuropa, Naher und Mittlerer Osten)
- Daewoo Nexia/Cielo/Heaven/Fantasy/Pointer
- Daewoo Nexia II (Usbekistan)
- Isuzu Optima (1985–1992, Nigeria)
- Asüna SE/GT (1991–1993, Kanada)
- Passport Optima (1989–1991, Kanada)

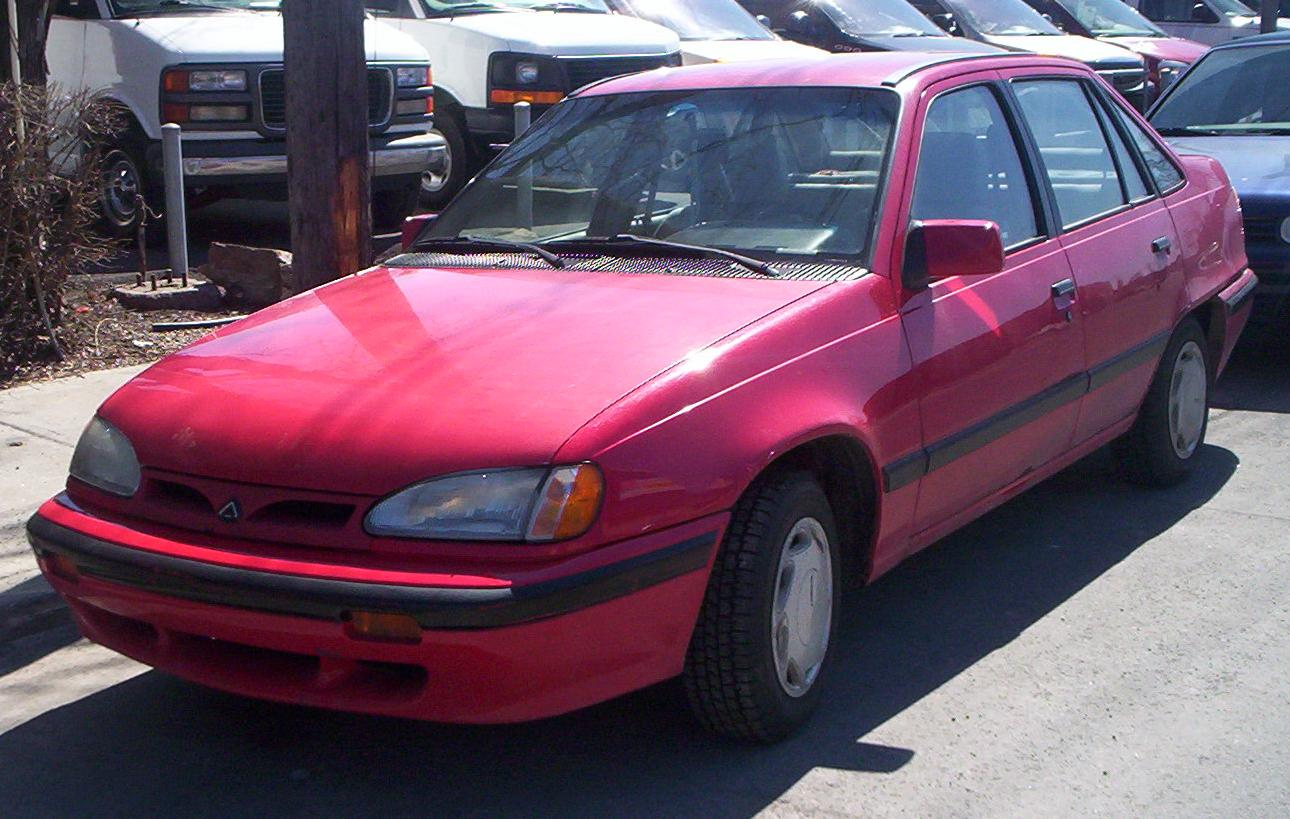
Asüna SE
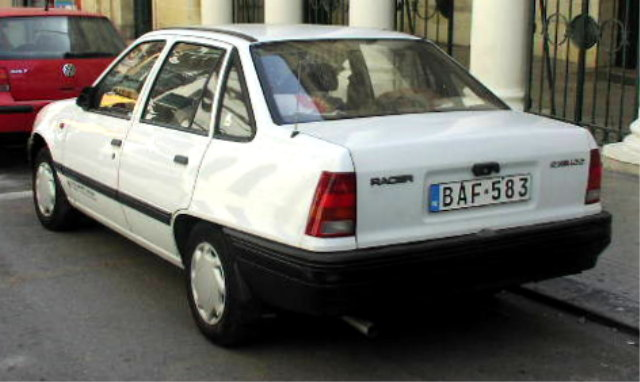
Daewoo Racer
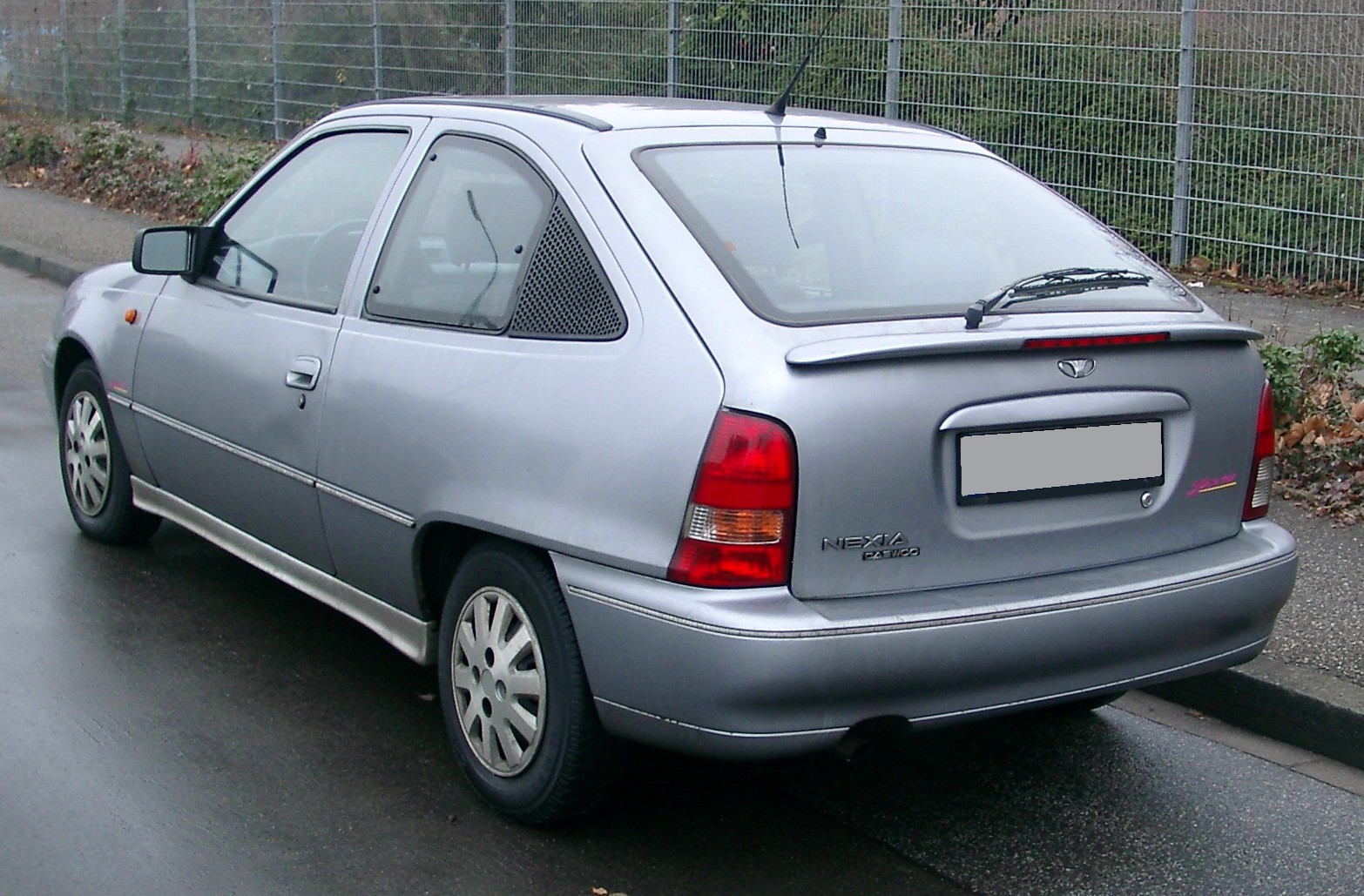
Daewoo Nexia
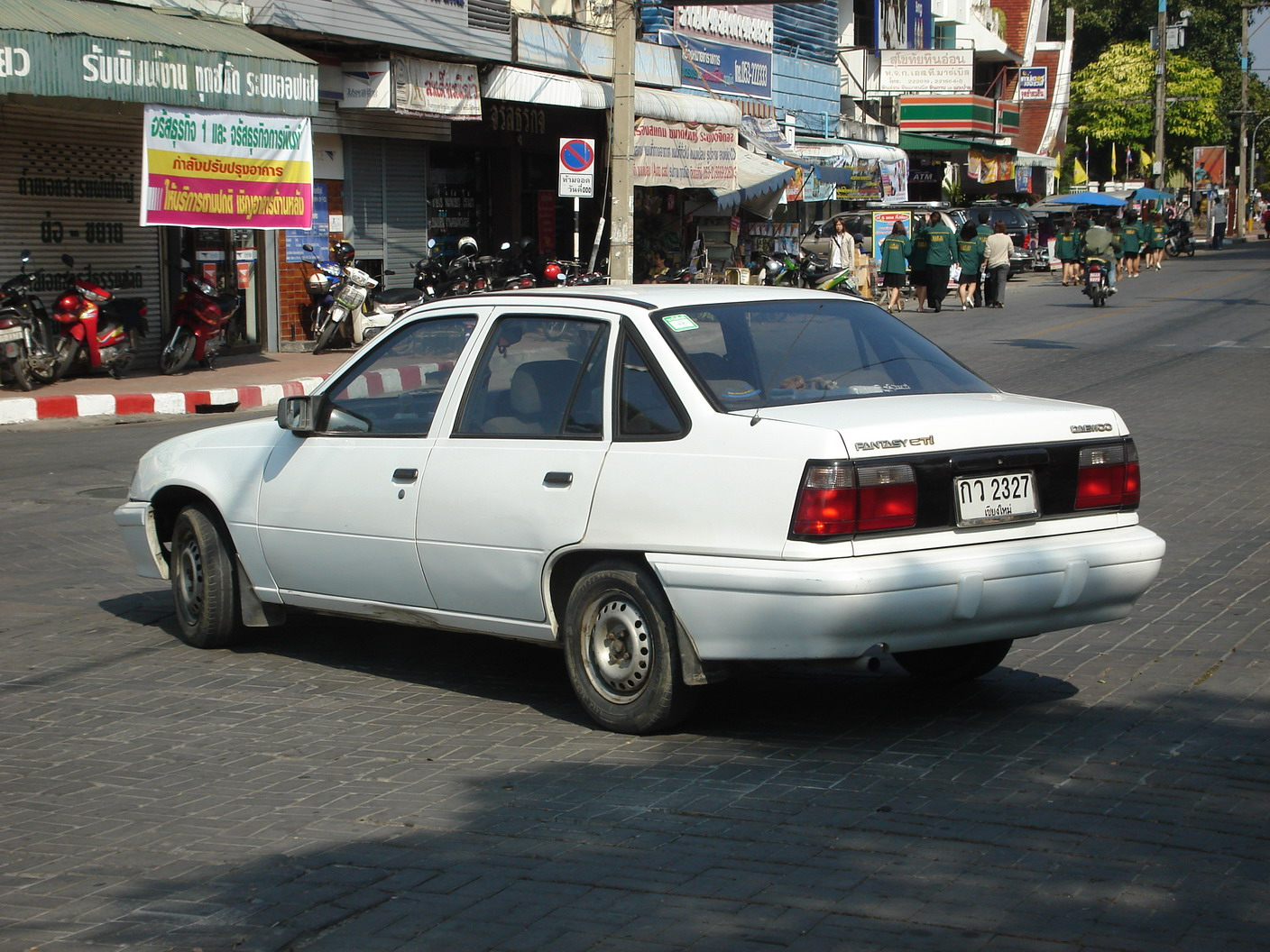
Daewoo Fantasy
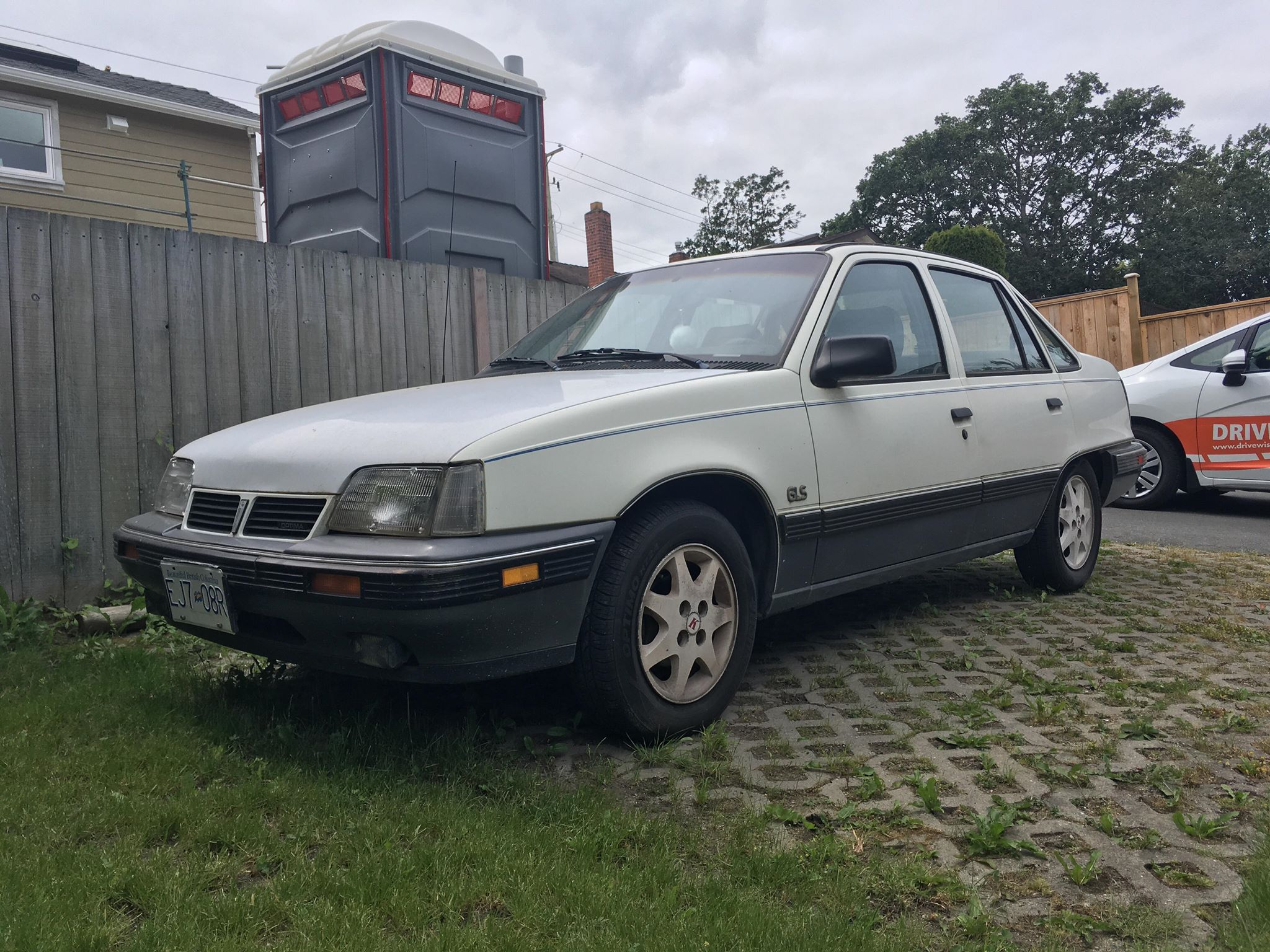
Passport Optima GLS